# کاسپار داوید فریدریش
کاسپار داوید فریدریش (به آلمانی: Caspar David Friedrich) (آلمانی: [ˌkaspaʁ ˌda:vɪt ˈfʁi:dʁɪç] ؛ ۵ سپتامبر ۱۷۷۴ – ۷ مه ۱۸۴۰) نقاش رمانتیک اهل آلمان بود که عموماً به عنوان مهم‌ترین هنرمند آلمانی نسل خود شناخته می‌شود. آثار او که اغلب سمبولیک و ضد کلاسیک هستند، واکنشی ذهنی و احساسی به دنیای طبیعی را منتقل می‌کنند. نقاشی‌های فریدریش معمولاً چهره‌های متفکر انسانی را در برابر آسمان شب، مه صبحگاهی، درختان بی‌برگ یا خرابه‌های گوتیک به تصویر می‌کشند. تاریخ‌نگار هنر، کریستوفر جان موری، حضور این شخصیت‌ها را در چشم‌اندازی کوچک‌شده میان مناظر وسیع، به گونه‌ای توصیف کرده است که «نگاه بیننده را به سمت بُعد ماورایی آن‌ها هدایت می‌کند».
فریدریش در شهر گرایفسوالت کنار دریای بالتیک، در منطقه‌ای که در آن زمان پومارانیای سوئدی نام داشت، به دنیا آمد. او در سال‌های ۱۷۹۴ تا ۱۷۹۸ در کپنهاگ تحصیل کرد و سپس در درسدن اقامت گزید. او در دورانی بزرگ شد که در سراسر اروپا، نارضایتی فزاینده‌ای نسبت به جامعهٔ مادی‌گرا شکل گرفته بود و به قدردانی نوینی از معنویت انجامید. این تغییر اغلب از طریق بازنگری در دنیای طبیعی بروز می‌کرد، چرا که هنرمندانی مانند فریدریش، ویلیام ترنر و جان کانستبل تلاش می‌کردند طبیعت را به عنوان «آفرینش الهی، در برابر مصنوعیات تمدن انسانی» به تصویر بکشند.
آثار فریدریش در اوایل دوران حرفه‌ای او باعث شهرتش شد. معاصرانش مانند مجسمه‌ساز فرانسوی دیوید دانژر درباره‌اش گفته‌اند که «فاجعهٔ منظره را کشف کرده است». با این حال، آثار او در سال‌های پایانی زندگی‌اش از محبوبیت افتاد و او در انزوا درگذشت. با حرکت آلمان به سمت مدرنیزاسیون در اواخر قرن نوزدهم، حس جدیدی از فوریت هنر این کشور را تحت تأثیر قرار داد و تصویرهای متفکرانه و سکون‌آمیز فریدریش به عنوان محصول دوران گذشته به‌شمار آمدند.
اوایل قرن بیستم باعث احیای مجدد تقدیر از آثار او شد که از سال ۱۹۰۶ با نمایشگاهی از سی و دو نقاشی‌اش در برلین آغاز گردید. آثار او بر هنرمندان اکسپرسیونیست و بعدها بر فراواقع‌گرایان و اگزیستانسیالیست‌ها تأثیر گذاشت. ظهور نازیسم در اوایل دههٔ ۱۹۳۰ موجب بازگشت محبوبیت فریدریش شد، اما پس از آن کاهش شدیدی رخ داد، زیرا نقاشی‌هایش به دلیل ارتباط با جنبش نازی، به عنوان ترویج ملی‌گرایی آلمانی تلقی شدند.

## زندگی

### سال‌های اولیه و خانواده

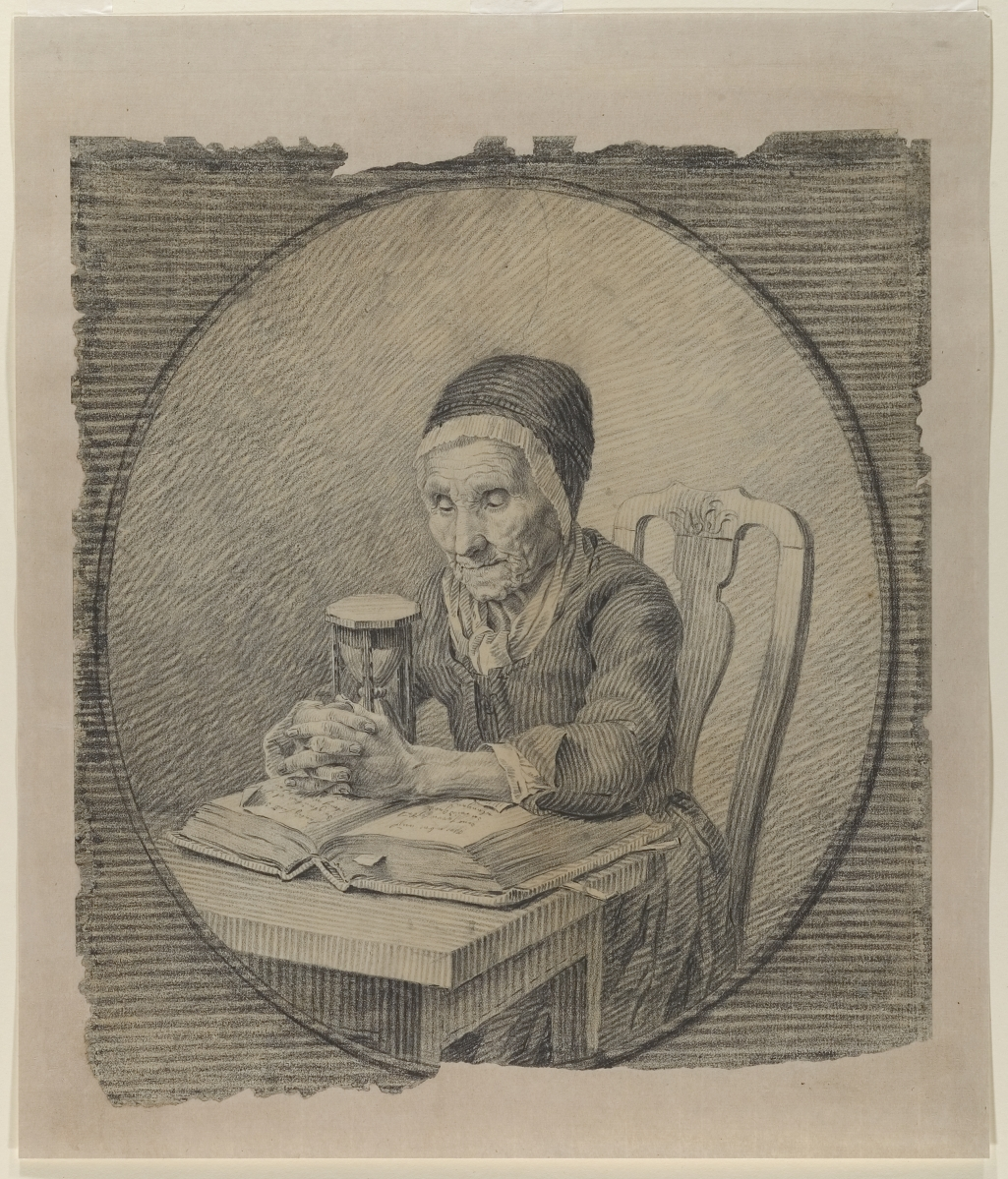
پیرزن با ساعت شنی و انجیل (پرتره مادر هایدن)، حدود ۱۸۰۱–۱۸۰۲

کاسپار داوید فریدریش در ۵ سپتامبر ۱۷۷۴ در گرایفسوالت، پومارانیای سوئدی، در سواحل دریای بالتیک آلمان به دنیا آمد. ششمین فرزند از یک خانواده با ۱۰ فرزند بود و بنا بر تربیت سخت‌گیرانهٔ لوتریانیسم پدرش، آدولف گوتلیب فریدریش، که شمع‌ساز و صابون‌پز بود، بزرگ شد. مدارک دربارهٔ وضعیت مالی خانواده متناقض است؛ برخی منابع نشان می‌دهند که کودکان آموزش خصوصی دیده‌اند، در حالی که منابع دیگر از فقر نسبی آن‌ها حکایت دارند. او از کودکی با مرگ آشنا شد. مادرش، سوفی، در سال ۱۷۸۱ زمانی که او هفت سال داشت، درگذشت. یک سال بعد، خواهرش الیزابت درگذشت، و خواهر دیگرش ماریا در سال ۱۷۹۱ به تب تیفوسی مبتلا شد و فوت کرد. شاید بزرگ‌ترین فاجعهٔ دوران کودکی او در سال ۱۷۸۷ رخ داد، زمانی که برادرش یوهان کریستوفر درگذشت: کاسپار داوید در سیزده سالگی شاهد بود که برادر کوچکترش از روی یخ دریاچه‌ای یخ‌زده سقوط کرد و غرق شد. برخی روایت‌ها حاکی از آن است که یوهان کریستوفر هنگام تلاش برای نجات کاسپار داوید، که خود نیز در خطر روی یخ بود، جان باخت.

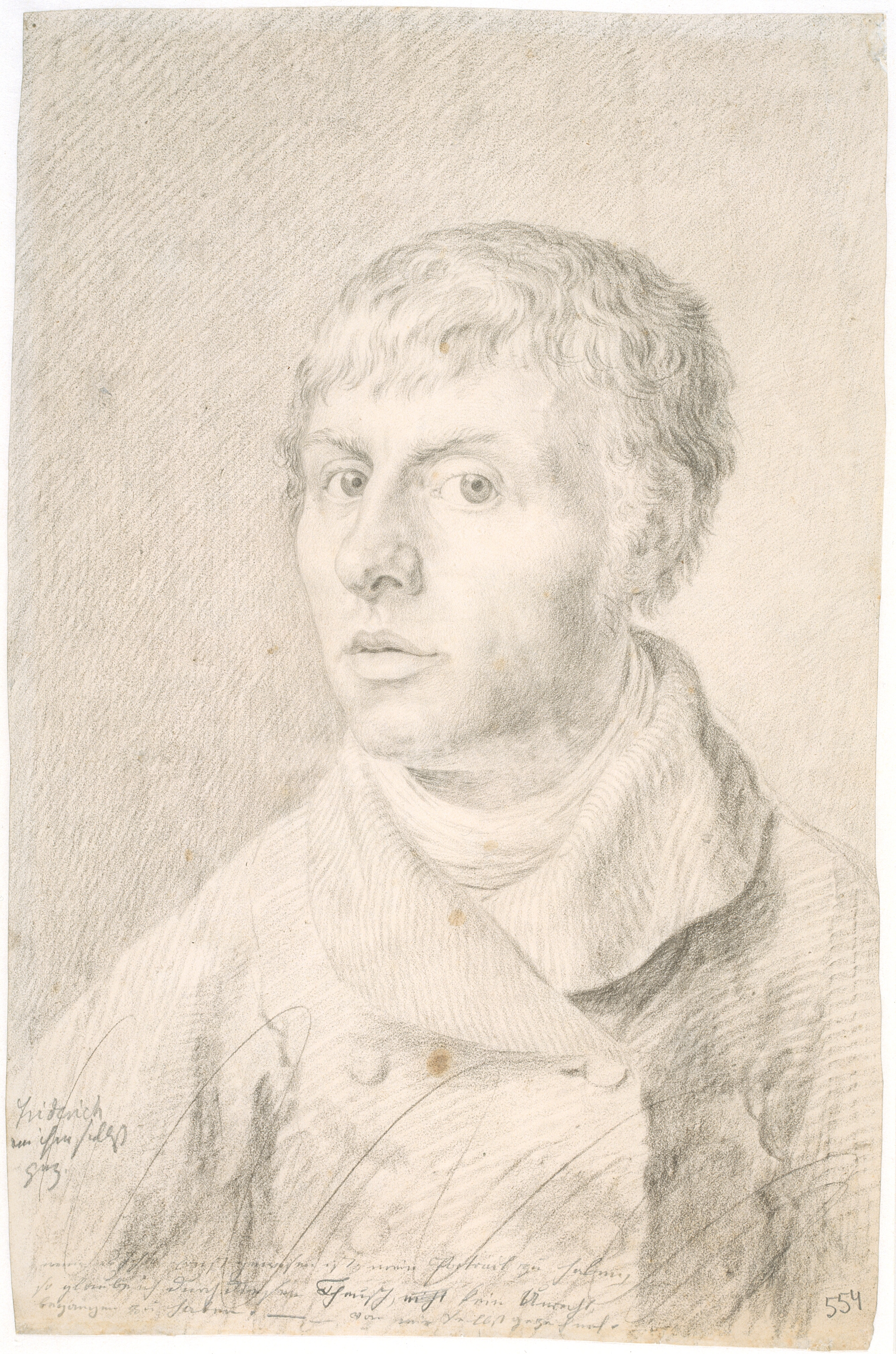
پرترهٔ خودنگاره (۱۸۰۰)، گچ‌برگرفته

فریدریش تحصیلات رسمی هنری خود را از سال ۱۷۹۰ به عنوان دانشجوی خصوصی نزد هنرمند، یوهان گوتفرید کویستروپ در دانشگاه گرایفسوالت در شهر زادگاهش آغاز کرد، که بخش هنر آن اکنون به افتخار او مؤسسهٔ کاسپار-داوید-فریدریش نامیده می‌شود. کویستروپ دانشجویانش را به سفرهای نقاشی در فضای باز می‌برد؛ در نتیجه، فریدریش از سنین کم تشویق شد که از طبیعت و زندگی واقعی طراحی کند. از طریق کویستروپ، فریدریش با الهیات‌دان لودویگ گوت‌هارت کُزگارتن آشنا شد که بعدها تحت تأثیر او قرار گرفت، کسی که آموزش می‌داد طبیعت تجلی خداست. کویستروپ، فریدریش را با آثار هنرمند آلمانی قرن هفدهم، آدام السهایمر، آشنا کرد که آثارش اغلب موضوعات مذهبی داشتند که در آن‌ها منظره غالب بود و همچنین موضوعات مرتبط با شب. در این دوره، او همچنین ادبیات و زیبایی‌شناسی را نزد پروفسور سوئدی توماس توریلد مطالعه کرد. چهار سال بعد، فریدریش وارد آکادمی کپنهاگ شد، که تحصیلاتش را با ساخت نسخه‌هایی از قالب‌های مجسمه‌های قدیمی آغاز کرد و سپس به طراحی از مدل زنده پرداخت.

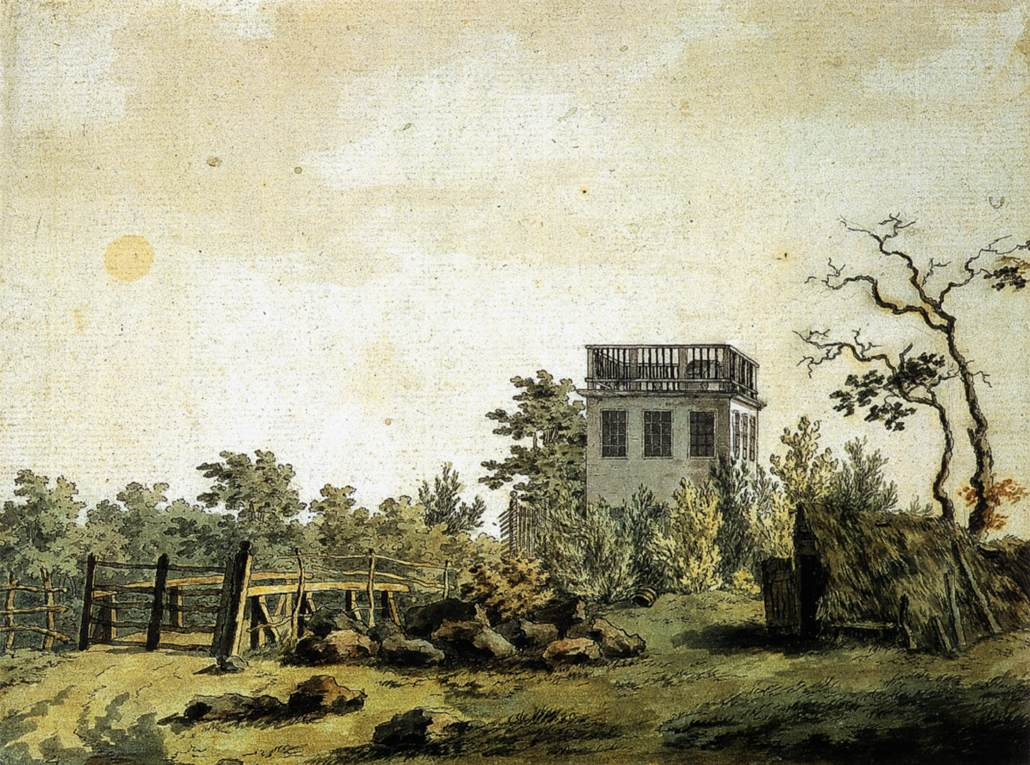
منظره با کلبه (۱۷۹۷). این اثر اولیه موضوعات معمول را نشان می‌دهد: منظره‌ای ویران، در بسته، و ساختمانی با هدف نامشخص.

زندگی در کپنهاگ به نقاش جوان دسترسی به مجموعهٔ نقاشی‌های منظرهٔ هلندی قرن هفدهم در نگارخانهٔ سلطنتی تصاویر را می‌داد. در آکادمی، او زیر نظر استادانی چون کریستیان آگوست لورنتزن و نقاش منظره ینس یوئل آموزش دید. این هنرمندان از جنبش طوفان و هیجان (Sturm und Drang) الهام گرفته و نقطهٔ میانی بین شدت دراماتیک و شیوهٔ بیانگرانه زیبایی‌شناسی نوظهور رمانتیک و ایده‌آل در حال افول نئوکلاسیک بودند. خلق و خو اهمیت بالایی داشت و تأثیراتی از منابعی مانند افسانهٔ ایسلندی ادا، اشعار اوشِن و اسطوره‌شناسی اسکاندیناوی گرفته شده بود.

### نقل مکان به درسدن
فریدریش در سال ۱۷۹۸ به‌طور دائم در درسدن مستقر شد. در این دورهٔ ابتدایی، او در زمینهٔ چاپ دستی با چاپ‌های فلزی آزمایش می‌کرد و طرح‌هایی برای چاپ چوبی ایجاد می‌کرد که برادرش، سازندهٔ مبلمان، آن‌ها را می‌بُرید. تا سال ۱۸۰۴، او ۱۸ اثر حکاکی و ۴ چاپ چوبی تولید کرده بود؛ این آثار ظاهراً در تعداد کم ساخته شده و تنها به دوستان عرضه می‌شدند. با وجود این تلاش‌ها در رسانه‌های دیگر، او بیشتر به کار با جوهر، آبرنگ و سپیدا گرایش داشت. به جز چند اثر اولیه مانند منظره با معبد در خرابه (۱۷۹۷)، تا زمانی که شهرتش بیشتر تثبیت نشده بود، به‌طور گسترده‌ای با رنگ روغن کار نکرد.
مناظر طبیعی موضوع مورد علاقهٔ او بودند که از سفرهای مکرر، از سال ۱۸۰۱، به دریای بالتیک، بوهم، کرکونوشه و هارتس الهام گرفته بود. نقاشی‌های او عمدتاً بر اساس مناظر شمال آلمان بود و جنگل‌ها، تپه‌ها، بندرها، مه صبحگاهی و دیگر جلوه‌های نوری را که بر پایهٔ مشاهدهٔ دقیق طبیعت خلق شده بودند، به تصویر می‌کشید. این آثار بر اساس طرح‌ها و مطالعاتی از نقاط دیدنی، مانند صخره‌های روگن، اطراف درسدن و رود البه ساخته شده‌اند. او مطالعاتش را تقریباً به‌طور انحصاری با مداد انجام می‌داد و حتی اطلاعات توپوگرافی ارائه می‌کرد، اما اثرات ظریف جوی که مشخصهٔ نقاشی‌های دورهٔ میانی فریدریش است، از حافظه بازسازی می‌شد. این جلوه‌ها قدرت خود را از نمایش نور و روشنایی خورشید و ماه بر ابرها و آب می‌گرفتند؛ پدیده‌های نوری خاص ساحل بالتیک که تا پیش از آن هرگز با چنین تأکیدی نقاشی نشده بودند.

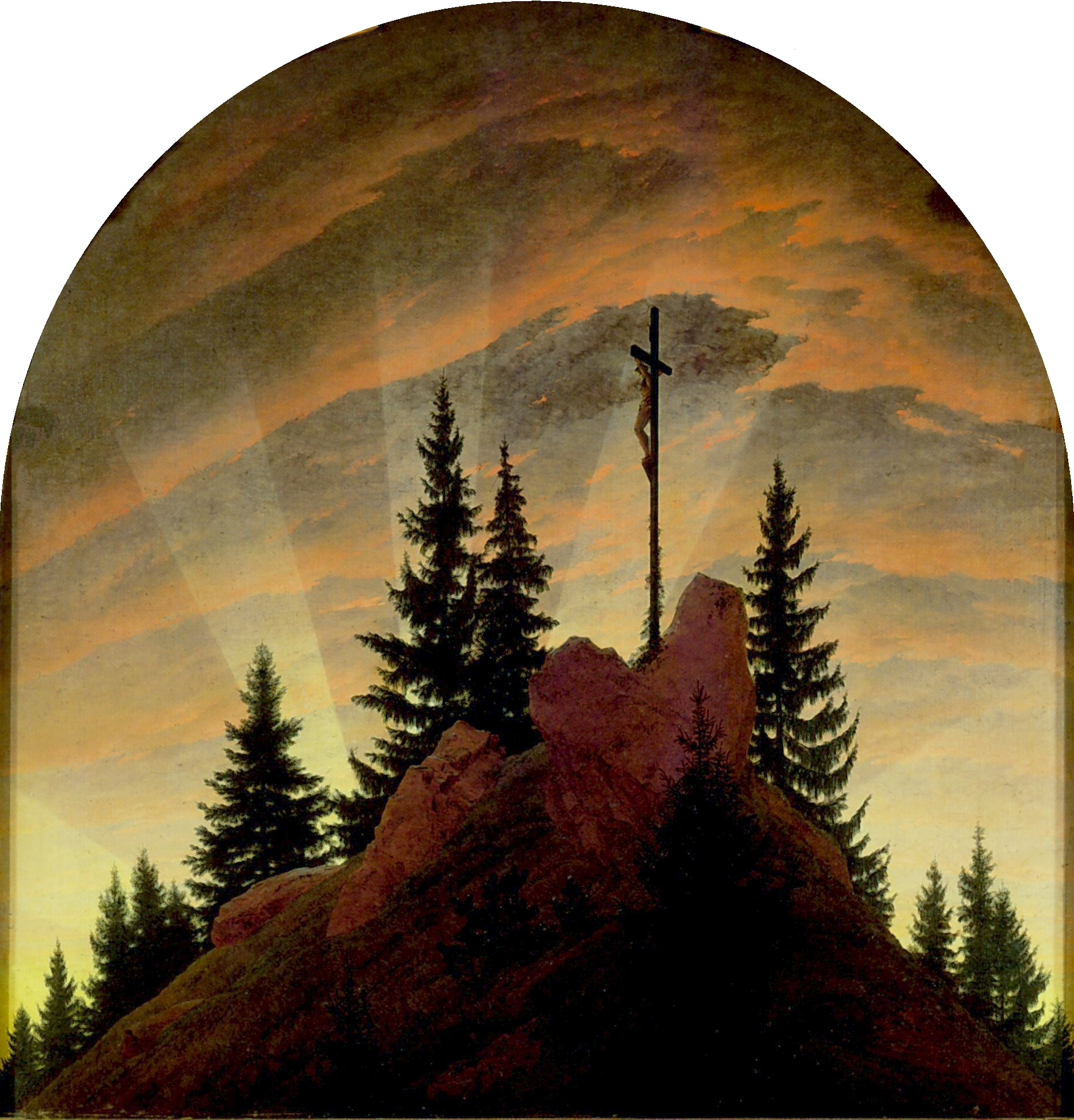
صلیب در کوهستان (محراب تچن) (۱۸۰۸). ۱۱۵ × ۱۱۰٫۵ سانتی‌متر. نگارخانهٔ استادان نو، درسدن؛ اولین اثر بزرگ فریدریش.

شهرت او به عنوان هنرمند زمانی تثبیت شد که در سال ۱۸۰۵ جایزه‌ای در مسابقهٔ وایمار که توسط یوهان ولفگانگ فون گوته سازماندهی شده بود، کسب کرد. در آن زمان، مسابقهٔ وایمار معمولاً هنرمندان معمولی و اکنون فراموش شده‌ای را جذب می‌کرد که آثار تقلیدی با ترکیبی از سبک‌های نئوکلاسیک و شبه‌یونانی ارائه می‌دادند. کیفیت پایین آثار شرکت‌کنندگان شروع به آسیب زدن به اعتبار گوته کرده بود، بنابراین وقتی فریدریش دو نقاشی سپیدا با نام‌های «رژه در سپیده‌دم» و «ماهی‌گیران در کنار دریا» ارائه داد، شاعر با اشتیاق واکنش نشان داد و نوشت: «باید به‌درستی از خلاقیت هنرمند در این تصویر ستایش کنیم. طراحی به‌خوبی انجام شده، صحنهٔ رژه مبتکرانه و مناسب است ... شیوهٔ کار او آمیزه‌ای از استواری، پشتکار و تمیزی فراوان است ... آبرنگ هوشمندانهٔ او نیز شایستهٔ ستایش است».
فریدریش اولین نقاشی بزرگ خود را در سال ۱۸۰۸، در سن ۳۴ سالگی، تکمیل کرد. صلیب در کوهستان، که امروزه به نام محراب تچن شناخته می‌شود، یک پنل قطعهٔ محراب است که گفته می‌شود برای یک نمازخانهٔ خانوادگی در تچن، بوهم سفارش داده شده بود. این پنل، صلیبی را در نمای جانبی در بالای یک کوه، تنها و محصور در درختان کاج نشان می‌دهد.
اگرچه این قطعهٔ محراب عموماً با استقبال سرد مواجه شد، اما اولین نقاشی فریدریش بود که توجه گسترده‌ای را به خود جلب کرد. دوستان هنرمند علناً از اثر دفاع کردند، در حالی که منتقد هنری بازیلیوس فون رامدور مقاله‌ای طولانی منتشر کرد و استفادهٔ فریدریش از منظره را در زمینهٔ مذهبی به چالش کشید. او این ایده را رد کرد که نقاشی منظره بتواند معنای صریحی منتقل کند و نوشت که این «یک گستاخی واقعی خواهد بود اگر نقاشی منظره به کلیسا نفوذ کند و بر محراب خزیده باشد». فریدریش در سال ۱۸۰۹ با برنامه‌ای که در آن نیت‌های خود را توضیح داده بود، پاسخ داد و پرتوهای نور خورشید عصرگاهی را به نور پدر مقدس تشبیه کرد. این بیانیه تنها باری بود که فریدریش تفسیر دقیقی از اثر خود ارائه داد و این نقاشی یکی از معدود سفارش‌هایی بود که هنرمند دریافت کرد.

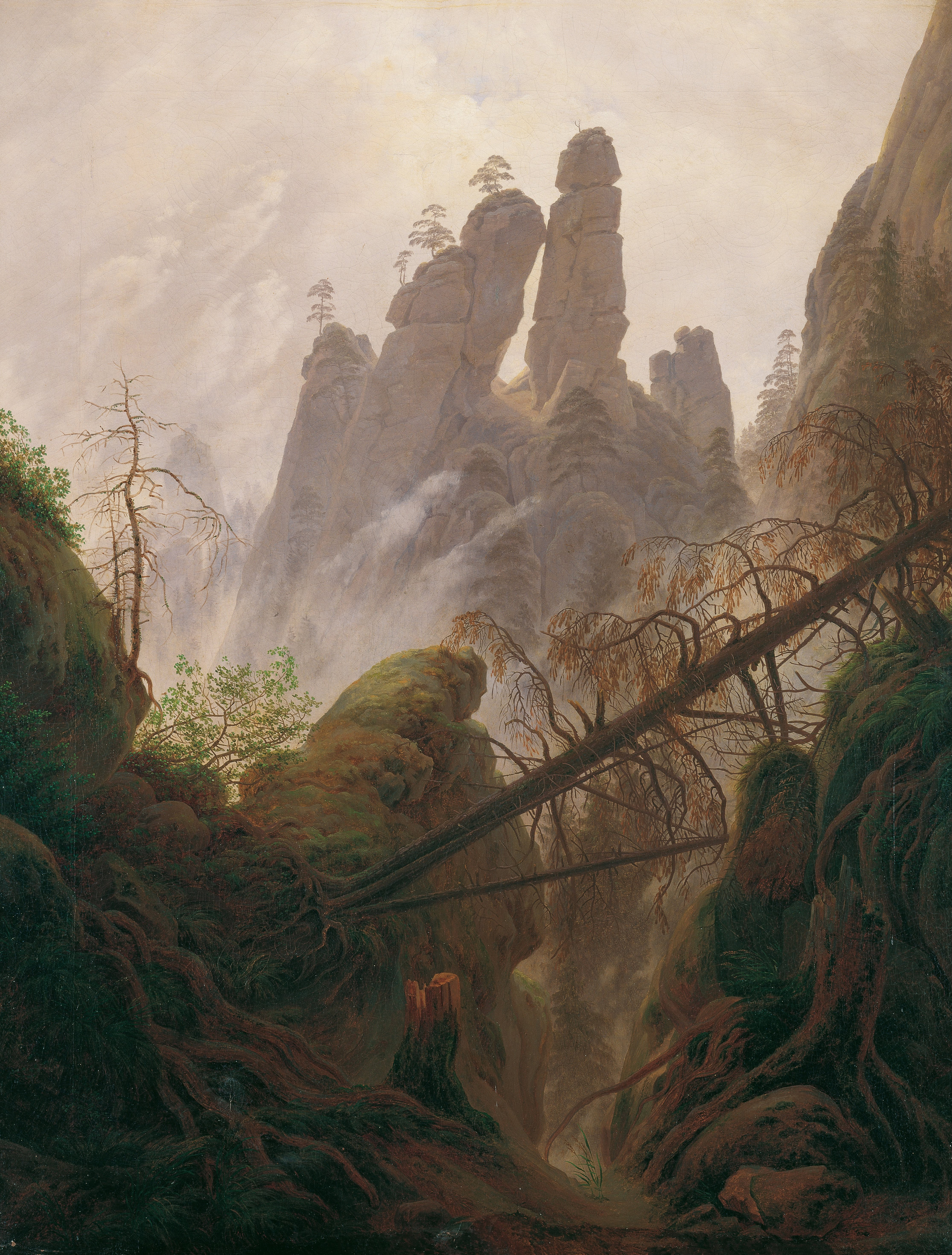
منظرهٔ سنگی در کوه‌های شنی البه (۱۸۲۲–۱۸۲۳)

پس از خرید دو نقاشی او توسط ولیعهد پروس، فریدریش در سال ۱۸۱۰ به عضویت آکادمی برلین انتخاب شد. اما در سال ۱۸۱۶، او تلاش کرد تا خود را از اقتدار پروس جدا کند و در ژوئن همان سال برای شهروندی زاکسن درخواست داد. این اقدام غیرمنتظره بود؛ زیرا دولت زاکسن طرفدار فرانسه بود، در حالی که نقاشی‌های فریدریش عموماً میهن‌پرستانه و به وضوح ضد فرانسوی به‌شمار می‌آمدند. با این حال، با کمک دوستش گراف فیتس‌توم فون اک‌اشتت در درسدن، فریدریش شهروندی را به دست آورد و در سال ۱۸۱۸ به عضویت آکادمی زاکسن با دریافت سالانه ۱۵۰ تالر درآمد رسید. اگرچه او امیدوار بود که استادی تمام دریافت کند، اما این مقام هرگز به او اعطا نشد، زیرا به گفتهٔ کتابخانهٔ اطلاعات آلمان، «احساس می‌شد که نقاشی‌های او بیش از حد شخصی و دیدگاهش بسیار فردی است که بتواند نمونه‌ای پربار برای دانشجویان باشد». سیاست نیز ممکن است در توقف پیشرفت حرفه‌ای او نقش داشته باشد: موضوعات و لباس‌های به وضوح آلمانی فریدریش اغلب با نگرش‌های غالب طرفدار فرانسه در آن دوره در تضاد بود.

### ازدواج

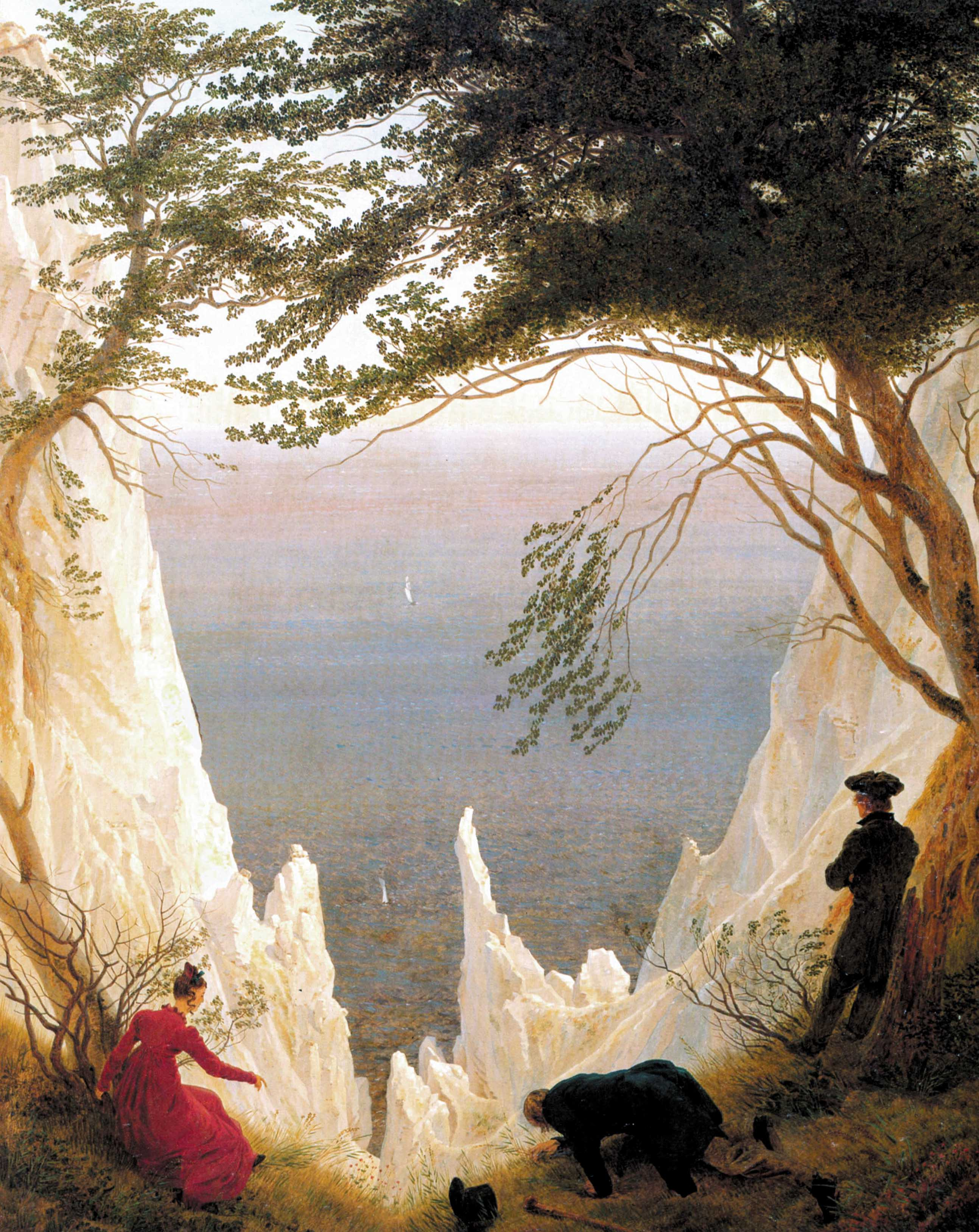
صخره‌های آهکی روگن (۱۸۱۸). فریدریش در سال ۱۸۱۸ با کریستیانه کارولین بومر ازدواج کرد و در ماه عسلشان به دیدار بستگان در نویبراندنبورگ و گرایفسوالت رفتند. این نقاشی جشن پیوند آن دو را نشان می‌دهد.

در ۲۱ ژانویه ۱۸۱۸، فریدریش با کارولین فریدریش، دختر ۲۵ سالهٔ یک رزانه از درسدن، ازدواج کرد. این زوج سه فرزند داشتند که اولینشان، اِما، در سال ۱۸۲۰ متولد شد. گوستاو آدولف، سومین فرزندشان، به نام پادشاه سوئد گوستاو دوم آدولف نامگذاری شد و خود نقاش برجسته‌ای شد.
کارل گوستاو کاروس در مقاله‌های زندگینامه‌ای خود یادآور می‌شود که ازدواج تأثیر قابل توجهی بر زندگی یا شخصیت فریدریش نداشت، اما تابلوهای او از این دوره، از جمله صخره‌های آهکی روگن که پس از ماه عسلش نقاشی شده، حس سبکی جدیدی را نشان می‌دهند و همچنین پالت رنگی او روشن‌تر و کمتر خشک است. در این دوره، حضور چهره‌های انسانی در نقاشی‌هایش افزایش می‌یابد که زیگل این را بازتابی از این می‌داند که «اهمیت زندگی انسانی، به ویژه خانواده‌اش، بیش از پیش ذهن او را مشغول کرده و دوستان، همسر و همشهریانش به موضوعات مکرر در هنر او تبدیل شده‌اند».
در حوالی همین زمان، او از دو منبع در روسیه حمایت دریافت کرد. در سال ۱۸۲۰، دوک بزرگ نیکلای پاولویچ به درخواست همسرش الکساندرا فیودورونا از استودیوی فریدریش بازدید کرد و با تعدادی از نقاشی‌های او به سنت پترزبورگ بازگشت، که این تبادل آغازگر حمایت مالی طولانی‌مدتی بود. کمی بعد، شاعر واسیلی ژوکوفسکی، مربی پسر دوک بزرگ (که بعدها تزار الکساندر دوم شد)، در سال ۱۸۲۱ با فریدریش دیدار کرد و او را هم‌دل خود یافت. ژوکوفسکی دهه‌ها با خرید آثار فریدریش و معرفی هنر او به خانوادهٔ سلطنتی، به او کمک کرد؛ حمایت او در پایان دوران حرفه‌ای فریدریش برای هنرمند بیمار و فقیر بسیار ارزشمند بود. ژوکوفسکی اظهار داشت که نقاشی‌های دوستش «با دقت‌شان ما را خشنود می‌کنند و هر کدام خاطره‌ای را در ذهن ما بیدار می‌سازند».
فریدریش با فیلیپ اوتو رونگه، یکی دیگر از نقاشان برجستهٔ آلمانی دورهٔ رمانتیک، آشنا بود. او همچنین دوست گئورگ فریدریش کرستینگ بود و تصویری از او در حال کار در استودیوی ساده‌اش نقاشی کرد، و همچنین دوست نقاش نروژی یوهان کریستین دال (۱۷۸۸–۱۸۵۷) بود. دال در سال‌های پایانی زندگی هنرمند به فریدریش نزدیک بود و ابراز تأسف کرد که برای عموم خریداران هنر، نقاشی‌های فریدریش تنها «کنجکاوی‌هایی» بیش نیستند. در حالی که ژوکوفسکی، شاعر، تم‌های روانشناختی فریدریش را تحسین می‌کرد، دال کیفیت توصیفی مناظر فریدریش را ستود و اظهار داشت که «هنرمندان و صاحب‌نظران تنها در هنر فریدریش نوعی اسطوره‌گرایی می‌دیدند، چون خودشان فقط دنبال اسطوره‌گرایی بودند… آن‌ها مطالعهٔ دقیق و وظیفه‌شناسانهٔ فریدریش بر طبیعت را در هر چیزی که نشان می‌داد، نمی‌دیدند».

## دوران پایانی زندگی

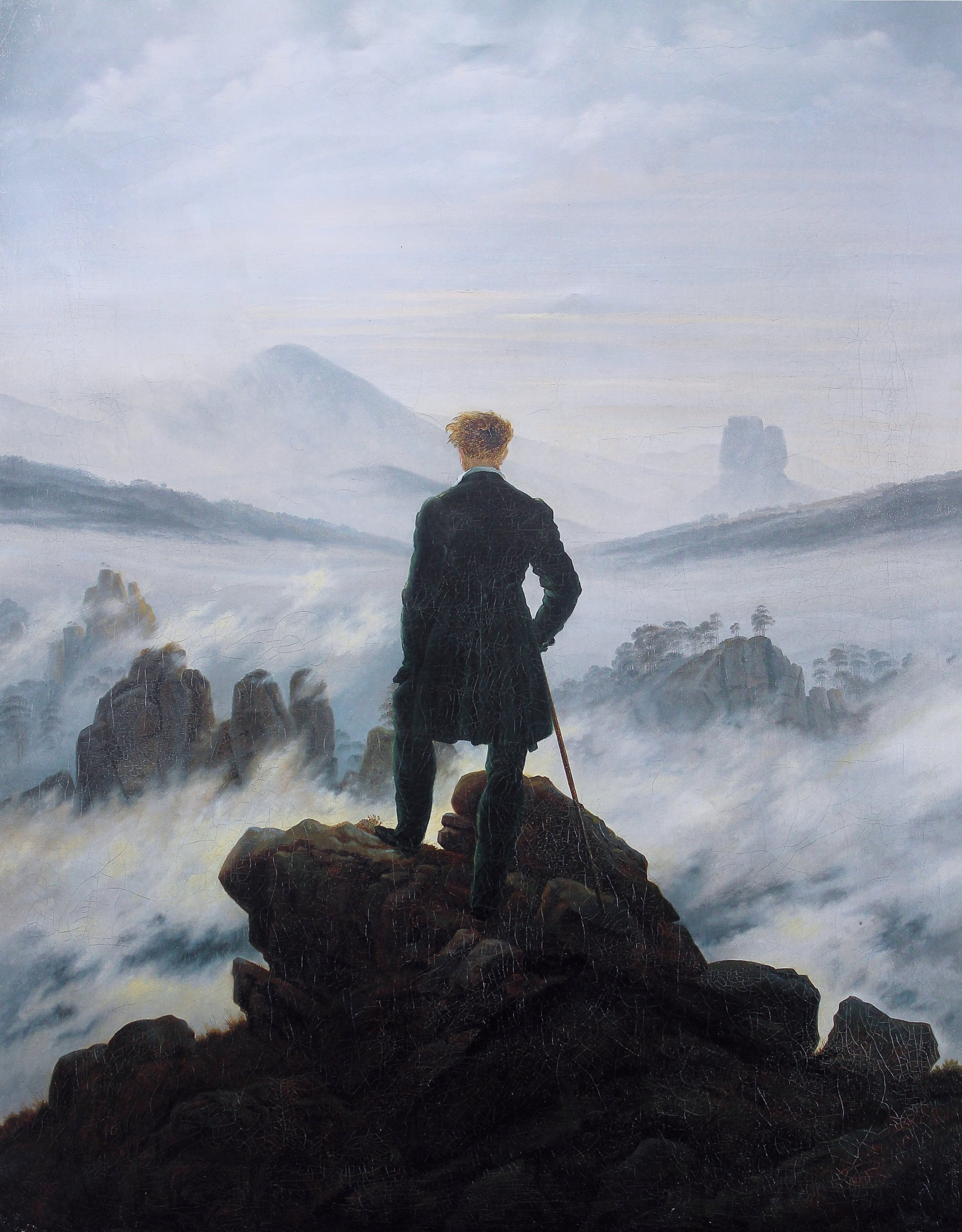
سرگردان بر فراز دریای مه (۱۸۱۸)، نگارخانهٔ هنر هامبورگ

شهرت فریدریش در پانزده سال آخر زندگی‌اش به‌طور پیوسته کاهش یافت. با گذر از مد ایده‌آل‌های رمانتیسم اولیه، او به عنوان شخصیتی عجیب و غمگین و از زمانه‌اش جدا افتاده دیده شد. به تدریج حامیان مالی‌اش کاهش یافتند. تا سال ۱۸۲۰، او به صورت منزوی زندگی می‌کرد و دوستانش او را «تنها تنهاترین» توصیف می‌کردند. در اواخر عمر در فقر نسبی به سر می‌برد. او منزوی شد و ساعات طولانی روز و شب را به تنهایی در جنگل‌ها و دشت‌ها قدم می‌زد، اغلب پیاده‌روی‌هایش را پیش از طلوع آفتاب آغاز می‌کرد.
او در ژوئن ۱۸۳۵ اولین سکتهٔ مغزی خود را تجربه کرد که باعث فلج خفیف اندام‌هایش شد و توانایی نقاشی او را به شدت کاهش داد. در نتیجه، قادر به کار با رنگ روغن نبود و محدود به آبرنگ، سپیدا و بازنگری در ترکیب‌بندی‌های قدیمی شد. اگرچه بینایی‌اش قوی باقی ماند، اما قدرت کامل دستش را از دست داد. با این حال، توانست آخرین «نقاشی سیاه» خود را با عنوان ساحل در نور ماه (۱۸۳۵–۱۸۳۶) خلق کند، که وون آن را «تیره‌ترین ساحل‌ها در میان تمام آثارش می‌داند که غنای رنگی آن کمبود ظرافت سابقش را جبران می‌کند». نمادهای مرگ از این دوره در آثارش ظاهر شدند. کمی پس از سکته، خانوادهٔ سلطنتی روسیه تعدادی از آثار قدیمی‌ترش را خریداری کردند و درآمد آن به او اجازه داد به تپلیتسه — در جمهوری چک امروزی — سفر کند و بهبود یابد.
در اواسط دههٔ ۱۸۳۰، فریدریش مجموعه‌ای از پرتره‌ها را آغاز کرد و دوباره به مشاهدهٔ خود در طبیعت پرداخت. با این حال، همان‌طور که تاریخ‌نگار هنر ویلیام وون مشاهده کرده است، «او می‌تواند خود را به عنوان مردی بسیار تغییر یافته ببیند. دیگر آن شخصیت راست‌قامت و حمایت‌گر که در دو مرد تأمل‌کرده به ماه در سال ۱۸۱۹ ظاهر شده بود، نیست. او پیر و خشک شده… و با خمیدگی حرکت می‌کند». تا سال ۱۸۳۸، تنها قادر به کار در قالب کوچک بود. او و خانواده‌اش در فقر زندگی می‌کردند و روزافزون به حمایت خیریهٔ دوستان وابسته شدند.

### مرگ

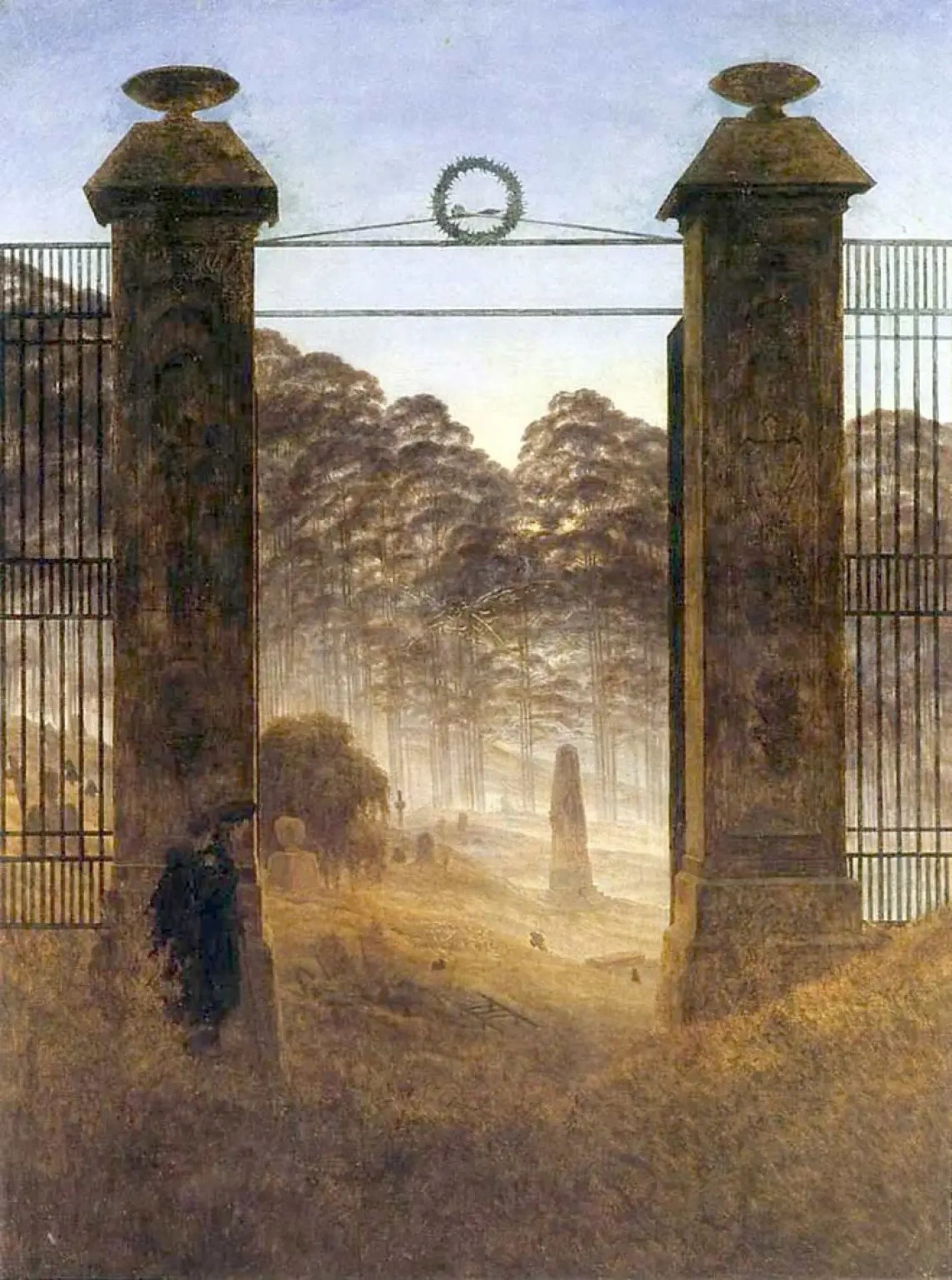
ورودی قبرستان، نگارخانهٔ استادان نو، درسدن

فریدریش در ۷ مه ۱۸۴۰ در درسدن درگذشت و در قبرستان ترینیتاتیس-فریدهوف (قبرستان تثلیث) درسدن در شرق مرکز شهر به خاک سپرده شد (ورودی این قبرستان را که خود در سال ۱۸۲۵ با نقاشی ورودی قبرستان به تصویر کشیده بود). همسرش کارولین در فقر در سال ۱۸۴۷ درگذشت.
تا آن زمان، شهرت و آوازهٔ او کاهش یافته بود و درگذشت او در جامعهٔ هنری با واکنش چشمگیری روبه‌رو نشد. آثار هنری‌اش قطعاً در طول زندگی‌اش شناخته شده بود، اما نه به‌طور گسترده. در حالی که مطالعهٔ دقیق منظره و تأکید بر عناصر معنوی طبیعت در هنر معاصر رایج بود، برداشت‌های او بسیار اصیل و شخصی بودند.
کارل گوستاو کاروس بعدها مجموعه‌ای از مقاله‌ها را نوشت که به تحولات فریدریش در سنت‌های نقاشی منظره ادای احترام می‌کرد. با این حال، مقالات کاروس فریدریش را کاملاً در زمان خود قرار دادند و هنرمند را در چارچوب یک سنت پیوسته نیاوردند. تنها یکی از نقاشی‌های او به صورت چاپ بازتولید شده بود و آن هم در تعداد بسیار کمی نسخه تولید شده بود.

## موضوع آثار

### منظره
آنچه هنرمندان منظره‌نگار جدیدتر در دایره‌ای صد درجه‌ای از طبیعت می‌بینند، بی‌رحمانه در زاویه دیدی تنها چهل و پنج درجه فشرده می‌شود. و علاوه بر این، آنچه در طبیعت با فاصله‌های زیاد از هم جدا شده، در فضایی تنگ فشرده و چشم را پر و سیراب می‌کند، که تأثیری نامطلوب و ناآرام‌کننده بر بیننده می‌گذارد.— کاسپار داوید فریدریش
تجسم و به تصویر کشیدن منظره به شکلی کاملاً نوین، نوآوری کلیدی فریدریش بود. او نه تنها به دنبال لذت بردن از یک چشم‌انداز زیبا به شیوه کلاسیک بود، بلکه می‌خواست لحظه‌ای از عظمت را از طریق تأمل در طبیعت بررسی کند. فریدریش نقش مهمی در تبدیل منظره در هنر از زمینه‌ای فرعی برای درام انسانی به موضوعی مستقل و احساسی داشت. نقاشی‌های او اغلب از روکن‌فیگور — شخصی که از پشت دیده می‌شود و به منظره نگاه می‌کند — استفاده می‌کردند. این زاویهٔ دید بیننده را تشویق می‌کند تا با روکن‌فیگور همذات‌پنداری کرده و همراه با هنرمند از عظمت طبیعت لذت ببرد.

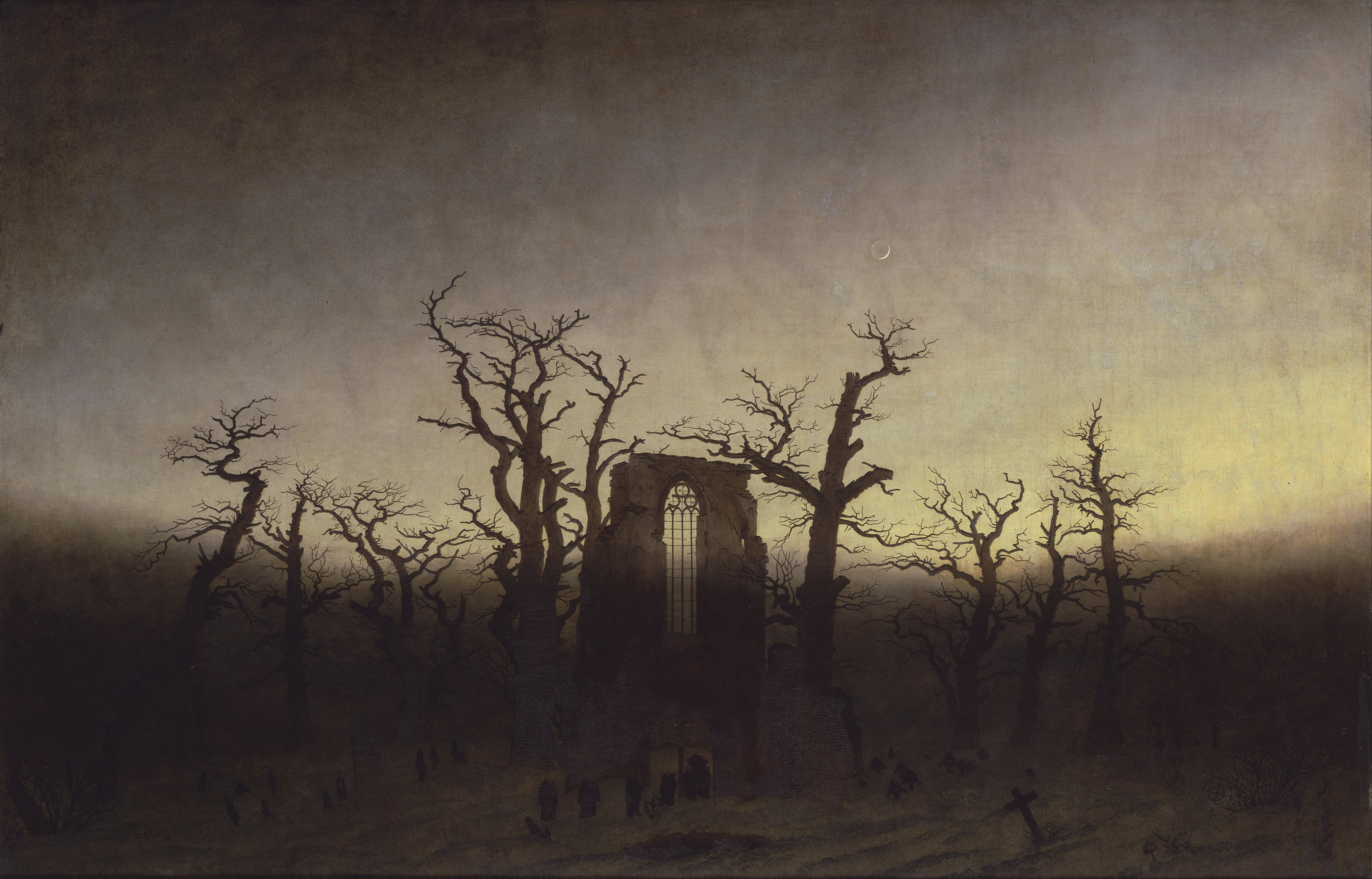
صومعه در جنگل بلوط (۱۸۰۸–۱۸۱۰). ۱۱۰٫۴ × ۱۷۱ سانتی‌متر. نگارخانه ملی کهن، برلین. آلبرت بوی‌مه می‌نویسد: «مانند صحنه‌ای از یک فیلم ترسناک، تمام کلیشه‌های گوتیک اواخر قرن هجدهم و اوایل قرن نوزدهم را بر موضوع اعمال می‌کند».

فریدریش مفهوم منظره‌ای پر از احساس رمانتیک را خلق کرد. هنر او جزییات گسترده‌ای از ویژگی‌های جغرافیایی مانند سواحل صخره‌ای، جنگل‌ها و مناظر کوهستانی را به تصویر می‌کشید و اغلب از منظره برای بیان موضوعات مذهبی استفاده می‌کرد. در دوران او، بیشتر نقاشی‌های مشهور به عنوان بیان عرفان مذهبی دیده می‌شدند. او نوشت: «هنرمند باید نه تنها آنچه را که پیش چشمش می‌بیند، بلکه آنچه را که در درون خود می‌بیند نیز نقاشی کند. اما اگر درون خود چیزی نبیند، باید از نقاشی کردن آنچه پیش چشمش می‌بیند نیز خودداری کند. وگرنه نقاشی‌هایش مانند آن پردینه‌ها خواهند بود که انتظار می‌رود پشتشان فقط بیماران یا مردگان باشند». آسمان‌های وسیع، طوفان‌ها، مه، جنگل‌ها، خرابه‌ها و صلیب‌هایی که حضور خدا را گواهی می‌دهند، عناصر مکرر در مناظر فریدریش هستند. اگرچه مرگ به صورت نمادین در قایق‌هایی که از ساحل دور می‌شوند بیان می‌شود، اما به شکل مستقیم‌تر در نقاشی‌هایی مانند صومعه در جنگل بلوط (۱۸۰۸–۱۸۱۰) نشان داده شده است، جایی که راهبان تابوتی را از کنار قبر باز به سوی صلیب و از دروازهٔ کلیسایی در حال ویرانی حمل می‌کنند.
او یکی از نخستین هنرمندانی بود که مناظر زمستانی را به گونه‌ای به تصویر کشید که زمین را به شکل خشک و مرده نشان می‌دهد. صحنه‌های زمستانی فریدریش جدی و آرام هستند — به گفتهٔ تاریخ‌نگار هنر، هرمان بینکن، فریدریش مناظر زمستانی را نقاشی کرد که «هیچ انسانی هنوز پایش را در آن نگذاشته بود. موضوع تقریباً تمام نقاشی‌های قدیمی زمستانی کمتر خود زمستان بود و بیشتر زندگی در زمستان. در قرون شانزدهم و هفدهم، کنار گذاشتن مضامینی مانند جمعیت اسکیت‌بازان، سرگردان… غیرممکن به نظر می‌رسید. فریدریش بود که نخستین بار ویژگی‌های کاملاً جداشده و متمایز زندگی طبیعی را احساس کرد. به جای استفاده از تُن‌های متعدد، دنبال یک تن بود؛ بنابراین در منظره‌اش، آکورد ترکیبی را به یک نت پایه واحد فروکاست».

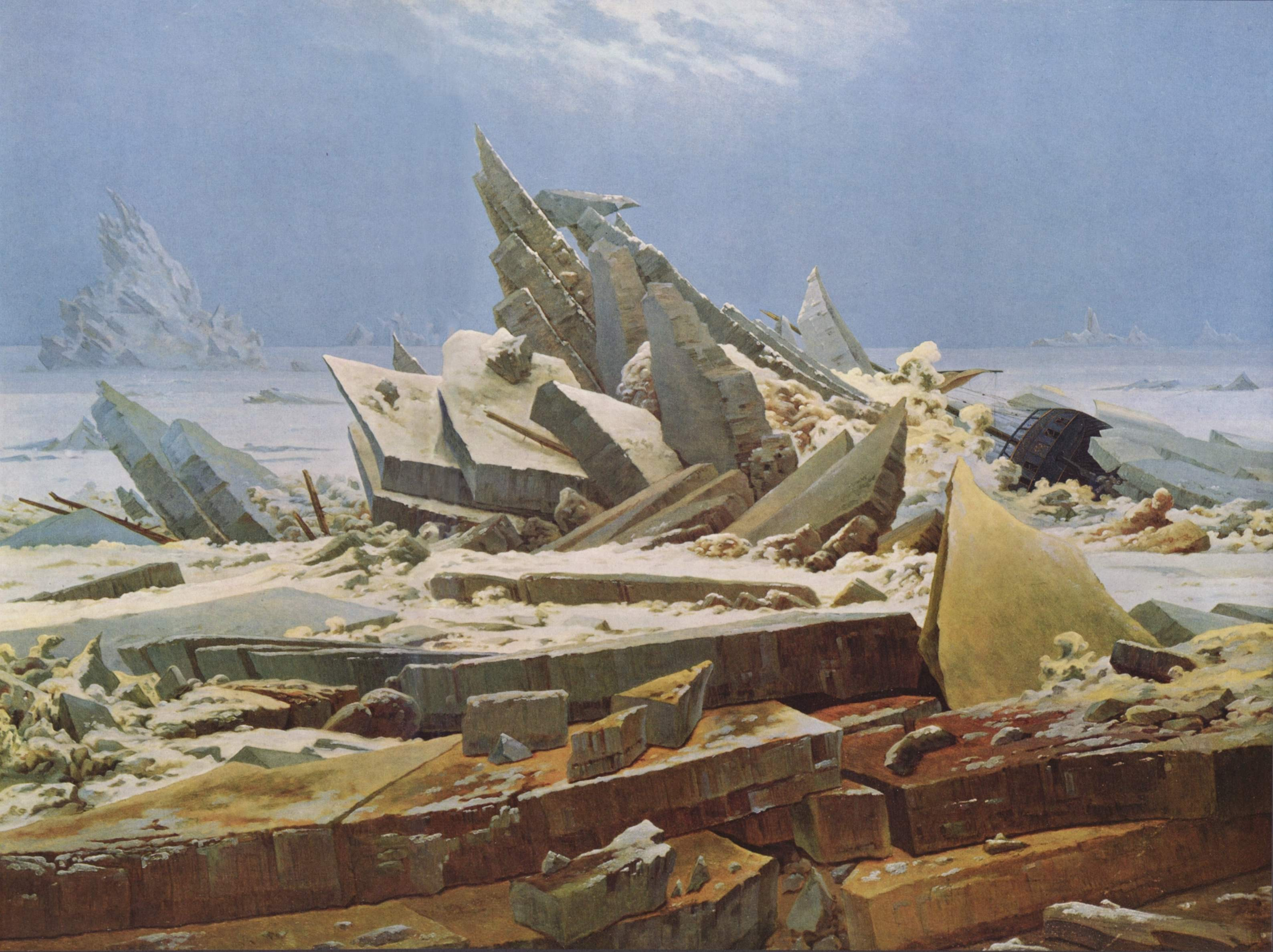
دریای یخ (۱۸۲۳–۱۸۲۴)، نگارخانهٔ هنر هامبورگ. این صحنه به عنوان «ترکیبی خیره‌کننده از فرم‌های نزدیک و دور در تصویری از شمالگان» توصیف شده است.

درختان بلوط لخت و کنده‌های درخت، مانند آنچه در درخت کلاغ (حدود ۱۸۲۲)، مرد و زن در حال تأمل بر ماه (حدود ۱۸۲۴) و بوتهٔ بید زیر غروب خورشید (حدود ۱۸۳۵) دیده می‌شوند، عناصر مکرر نقاشی‌های او هستند و معمولاً نماد مرگ به‌شمار می‌آیند. در مقابل حس ناامیدی، نمادهای فریدریش برای رستگاری وجود دارند: صلیب و آسمان صاف نوید زندگی ابدی می‌دهند و ماه باریک نماد امید و نزدیکی رو به افزایش مسیح است. در نقاشی‌های او از دریا، لنگرها اغلب در ساحل ظاهر می‌شوند که نماد امید معنوی نیز هستند. در صومعه در جنگل بلوط، حرکت راهبان از کنار قبر باز به سوی صلیب و افق پیام فریدریش را منتقل می‌کند که مقصد نهایی زندگی انسان فراتر از قبر است.

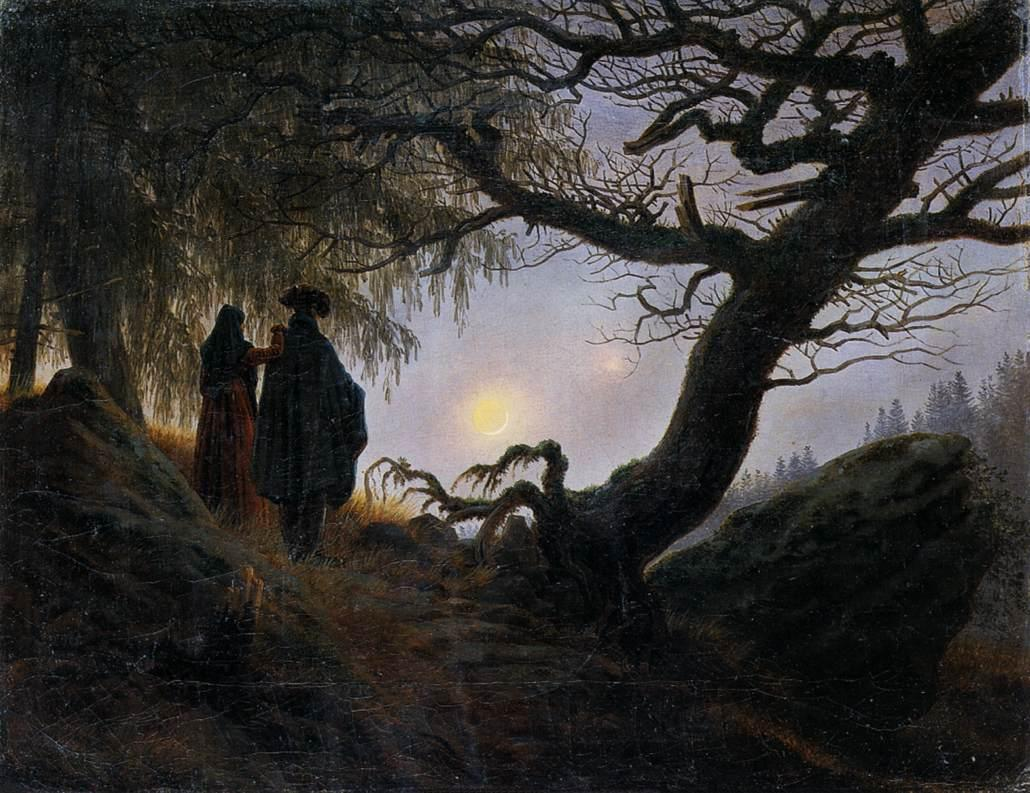
مرد و زن در حال تأمل بر ماه (حدود ۱۸۲۴). ۳۴ × ۴۴ سانتی‌متر. نگارخانهٔ ملی کهن، برلین. یک زوج با اشتیاق به طبیعت خیره شده‌اند. به گفته رابرت هیوز، آن‌ها با لباس‌های «آلمانی قدیمی» پوشیده شده‌اند و «تقریباً از نظر لحن و مدل‌سازی تفاوتی با درام‌های عمیق طبیعت اطرافشان ندارند».

با وجود آنکه سپیده‌دم و غروب به عنوان موضوعات برجسته در مناظر فریدریش مطرح بودند، سال‌های پایانی زندگی او با بدبینی فزاینده‌ای همراه بود. آثارش تاریک‌تر شده و شکوهی ترسناک را نمایان می‌کردند. لاشهٔ امید — که به نام‌های دریای قطبی یا دریای یخ (۱۸۲۳–۱۸۲۴) نیز شناخته می‌شود — شاید بهترین خلاصه‌ای از ایده‌ها و اهداف فریدریش در این دوره باشد، اگرچه به شکلی رادیکال که این نقاشی با استقبال خوبی مواجه نشد. این اثر که در سال ۱۸۲۴ تکمیل شد، موضوعی تلخ را به تصویر می‌کشد: کشتی‌شکستی در اقیانوس منجمد شمالی؛ «تصویری که او خلق کرده، با تخته‌های بزرگ یخ رنگ‌شده به رنگ تراورتن که کشتی چوبی را می‌جود، فراتر از مستندسازی به تمثیل می‌پردازد: پوست نازک آرزوهای انسانی که توسط بی‌تفاوتی عظیم و یخزده جهان خرد می‌شود».
نظرات نوشتاری فریدریش دربارهٔ زیبایی‌شناسی محدود به مجموعه‌ای از کلام قصار است که در سال ۱۸۳۰ نگاشت، جایی که او نیاز هنرمند به تطبیق مشاهدهٔ طبیعت با بررسی درون‌نگرانهٔ شخصیت خود را توضیح داد. مشهورترین گفتهٔ او به هنرمند توصیه می‌کند که «چشم جسمانی خود را ببند تا ابتدا تصویرت را با چشم روحانی ببینی. سپس آنچه را در تاریکی دیده‌ای به روشنایی روز بیاور تا بتواند از بیرون به درون بر دیگران اثر بگذارد».

### تنهایی و مرگ

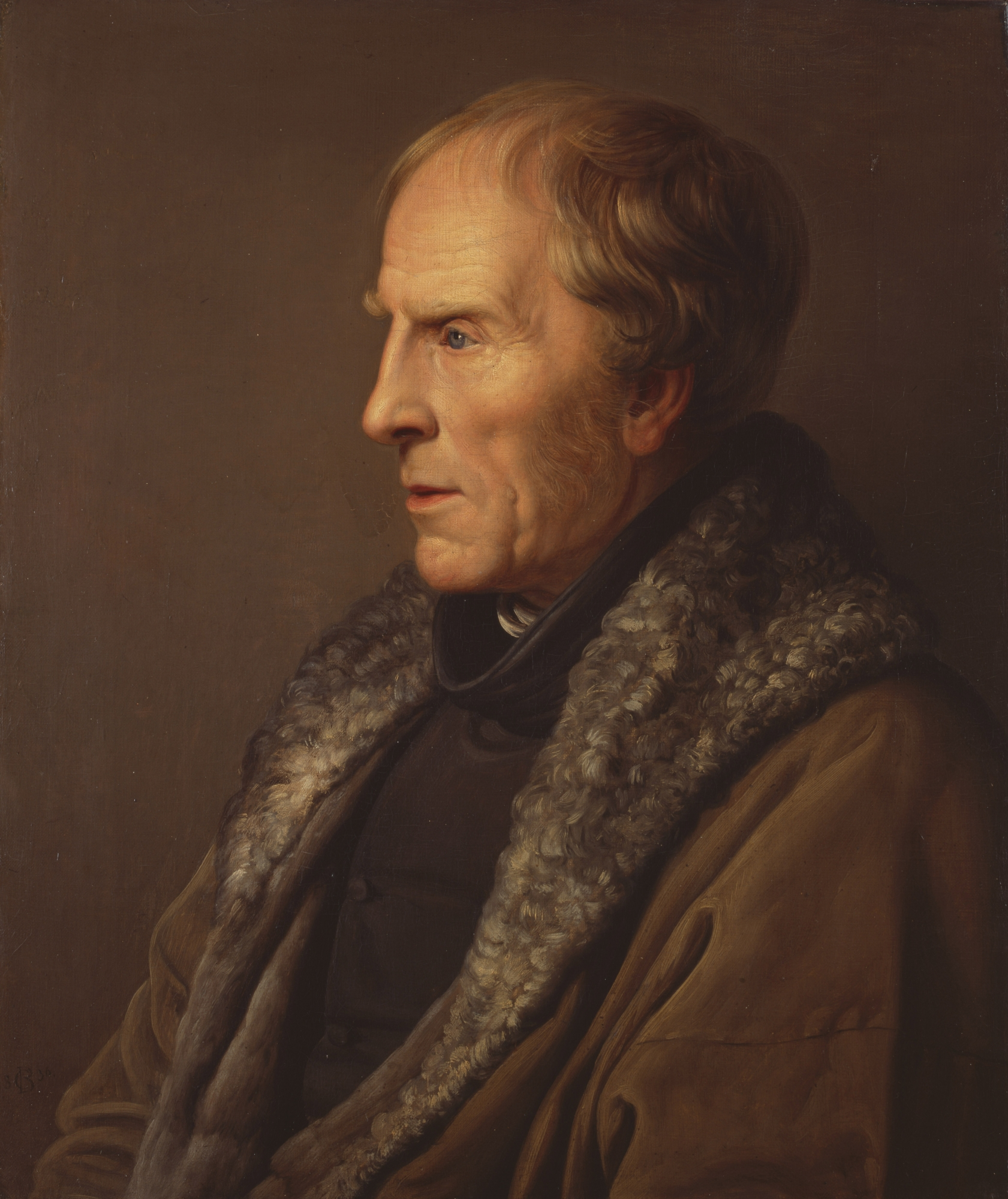
کاسپار داوید فریدریش، اثر کارل یوهان بائر (۱۸۳۶). گالری استادان جدید، درسدن

زندگی و هنر فریدریش گاه به‌طور گسترده‌ای به عنوان نمادی از حس غلبهٔ تنهایی تلقی شده است. تاریخ‌نگاران هنر و برخی از معاصران او چنین برداشت‌هایی را ناشی از خسارت‌هایی می‌دانند که در دوران کودکی متحمل شده و منجر به دیدگاه تیره و تار بزرگسالی‌اش شده است، در حالی که ظاهر رنگ‌پریده و گوشه‌گیر او به تقویت تصور عمومی «مرد کم‌حرف شمال» کمک کرده است.
فریدریش در سال‌های ۱۷۹۹، ۱۸۰۳–۱۸۰۵، حدود ۱۸۱۳، در سال ۱۸۱۶ و بین سال‌های ۱۸۲۴ تا ۱۸۲۶ دچار دوره‌های افسردگی شد. در آثار او در این دوره‌ها تغییرات موضوعی قابل توجهی دیده می‌شود که ظهور مضامین و نمادهایی چون کرکس‌ها، جغدها، قبرستان‌ها و خرابه‌ها را به همراه داشت. از سال ۱۸۲۶ این مضامین به ویژگی دائمی آثار او تبدیل شدند، در حالی که استفاده‌اش از رنگ‌ها تیره‌تر و مات‌تر شد. کاروس در سال ۱۸۲۹ نوشت که فریدریش «در احاطهٔ ابر ضخیم و تاریک نااطمینانی روحانی است»، اگرچه تاریخ‌نگار و کیوریتور برجسته هوبرتوس گاسنر با این نظر مخالف است و در آثار فریدریش یک لایهٔ معنوی مثبت و زندگی‌بخش الهام‌گرفته از فراماسونری و دین می‌بیند.

### فولکلور ژرمنی
بازتابی از میهن‌پرستی فریدریش و نفرت او از اشغال فرانسه در سال ۱۸۱۳ در پومرانی، مضامین فولکلور ژرمنی به‌طور فزاینده‌ای در آثار او برجسته شدند. فریدریش که یک ملی‌گرای آلمانی ضدفرانسوی بود، از نمادهای منظرهٔ زادگاهش برای بزرگداشت فرهنگ، آداب و اسطوره‌شناسی ژرمنی قاره‌ای استفاده می‌کرد. او تحت تأثیر اشعار ضد ناپلئون اثر ارنست موریتس آرندت و تئودور کورنر و ادبیات میهن‌پرستانهٔ آدام مولر و هنریش فون کلایست قرار گرفت. متأثر از مرگ سه دوست که در نبرد با فرانسه کشته شده بودند و همچنین نمایش‌نامهٔ ۱۸۰۸ کلایست به نام نبرد هِرمان، فریدریش مجموعه‌ای از نقاشی‌ها را آغاز کرد که قصد داشت در آن‌ها تنها از طریق منظره، نمادهای سیاسی را منتقل کند — که این نخستین بار در تاریخ هنر بود.
در قبرهای قهرمانان قدیمی (۱۸۱۲)، بنای مخروبه‌ای که نام «آرمینیوس» بر آن حک شده است، به رهبر ژرمنی اشاره دارد که نمادی از ملی‌گرایی است، در حالی که چهار قبر قهرمانان سقوط‌کرده کمی باز شده‌اند و ارواحشان را برای جاودانگی آزاد می‌کنند. دو سرباز فرانسوی به شکل افرادی کوچک در برابر غاری پایین‌تر و عمیق‌تر در غاری سنگی ظاهر شده‌اند، گویی دورتر از بهشت هستند. نقاشی سیاسی دوم، جنگل صنوبر با سرباز سواره‌نظام فرانسوی و کلاغ (حدود ۱۸۱۳)، سرباز فرانسوی گمشده‌ای را نشان می‌دهد که در میان جنگل انبوهی کوچک و حقیر جلوه می‌کند، در حالی که بر روی کنده درختی کلاغی نشسته است — پیام‌آور نابودی که نماد شکست پیش‌بینی‌شدهٔ فرانسه است.

## میراث

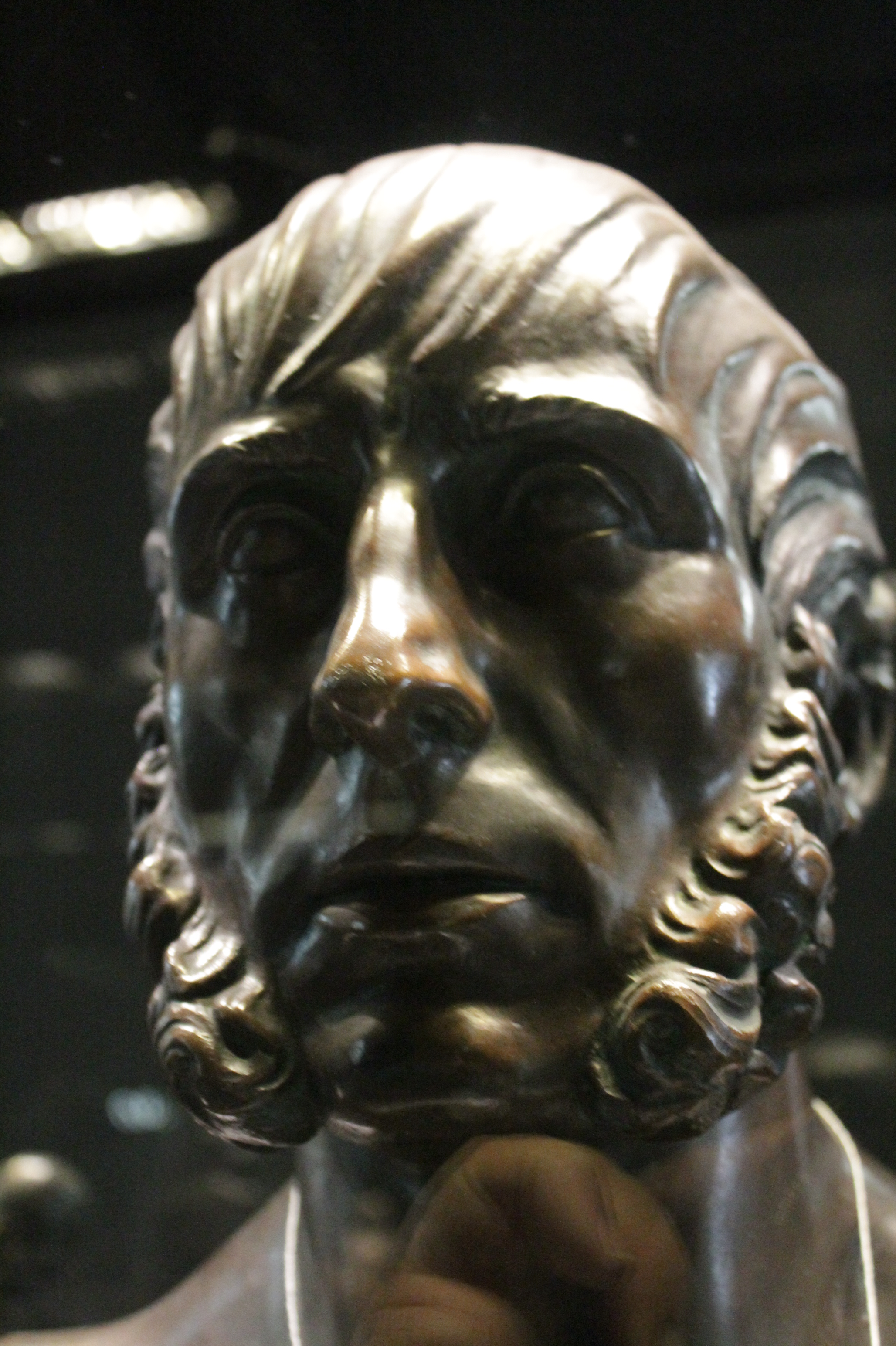
کاسپار داوید فریدریش، اثر کریستیان گوتلیب کوهن (۱۸۰۷)، آلبرتینوم، درسدن

### تأثیر
فریدریش همراه با دیگر نقاشان رمانتیک به تثبیت منظره‌نگاری به عنوان یکی از ژانرهای مهم در هنر غرب کمک کرد. در میان هم‌عصرانش، سبک فریدریش بیشترین تأثیر را بر نقاشی یوهان کریستین دال (۱۷۸۸–۱۸۵۷) داشت. در نسل‌های بعد، آرنولد بوکلین (۱۸۲۷–۱۹۰۱) به شدت تحت تأثیر آثار او بود و حضور گستردهٔ آثار فریدریش در مجموعه‌های روسیه نقاشان زیادی را تحت تأثیر قرار داد، به ویژه آرخیپ کویندژی (حدود ۱۸۴۲–۱۹۱۰) و ایوان شیشکین (۱۸۳۲–۱۸۹۸). معنویت فریدریش پیش‌بینی‌کنندهٔ نقاشان آمریکایی همچون آلبرت پینکام رایدر (۱۸۴۷–۱۹۱۷)، رالف بلیکلاک (۱۸۴۷–۱۹۱۹)، نقاشان مکتب هادسن ریور و لومینیست‌های نیوانگلند بود.

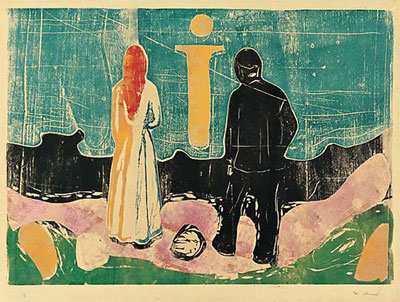
ادوارد مونک، تنهایان (۱۸۹۹). چاپ چوبی. موزهٔ مونک، اسلو

در آغاز قرن بیستم، فریدریش توسط تاریخ‌نگار هنر نروژی آندریاس اوبرت (۱۸۵۱–۱۹۱۳) دوباره کشف شد، که نوشته‌هایش پژوهش مدرن دربارهٔ فریدریش را آغاز کرد، و همچنین توسط نقاشان سمبولیست، که مناظر رؤیایی و تمثیلی او را ارج می‌نهادند. سمبولیست نروژی ادوارد مونک (۱۸۶۳–۱۹۴۴) احتمالاً آثار فریدریش را در بازدیدی در دههٔ ۱۸۸۰ از برلین دیده بود. اثر ۱۸۹۹ مونک، تنهایان، بازتابی از روکن‌فیگور (شخصیت پشت به بیننده) فریدریش است، اگرچه در اثر مونک تمرکز از منظرهٔ وسیع به حس بیگانگی بین دو شخصیت غمگین در پیش‌زمینه منتقل شده است.
رونق بازگشت مدرن به فریدریش در سال ۱۹۰۶ با نمایش ۳۲ اثر از او در نمایشگاهی از هنر دوران رمانتیک در برلین افزایش یافت. مناظر او تأثیر زیادی بر آثار هنرمند آلمانی ماکس ارنست (۱۸۹۱–۱۹۷۶) گذاشت و در نتیجه دیگر فراواقع‌گرایی‌ها فریدریش را پیشگام جنبش خود می‌دانستند. در سال ۱۹۳۴، نقاش بلژیکی رنه ماگریت (۱۸۹۸–۱۹۶۷) در اثر خود وضع بشر ادای احترامی به فریدریش کرد، که به‌طور مستقیم از مضامین هنر او در پرسشگری پیرامون ادراک و نقش بیننده بهره می‌برد.
چند سال بعد، مجلهٔ فراواقع‌گرای مینوتر فریدریش را در مقاله‌ای از منتقد ماری لندسبرگر در سال ۱۹۳۹ معرفی کرد و بدین ترتیب آثار او به دایرهٔ گسترده‌تری از هنرمندان معرفی شد. تأثیر «لاشهٔ امید» (یا «دریای یخ») در نقاشی «دریای مرده» (۱۹۴۰–۴۱) اثر پل نش (۱۸۸۹–۱۹۴۶)، که یکی از طرفداران پرشور ارنست بود، آشکار است. آثار فریدریش الهام‌بخش هنرمندان برجستهٔ قرن بیستم همچون مارک روتکو (۱۹۰۳–۱۹۷۰)، گرهارد ریشتر (متولد ۱۹۳۲)، گوت‌هارد گراوبنر و آنزلم کیفر (متولد ۱۹۴۵) نیز بوده‌اند. نقاشی‌های رمانتیک فریدریش همچنین توسط ساموئل بکت (۱۹۰۶–۱۹۸۹) مورد توجه قرار گرفته‌اند، که در حالی که در برابر «مرد و زن در حال تأمل بر ماه» ایستاده بود، گفت «این منبع «در انتظار گودو» بود، می‌دانی».

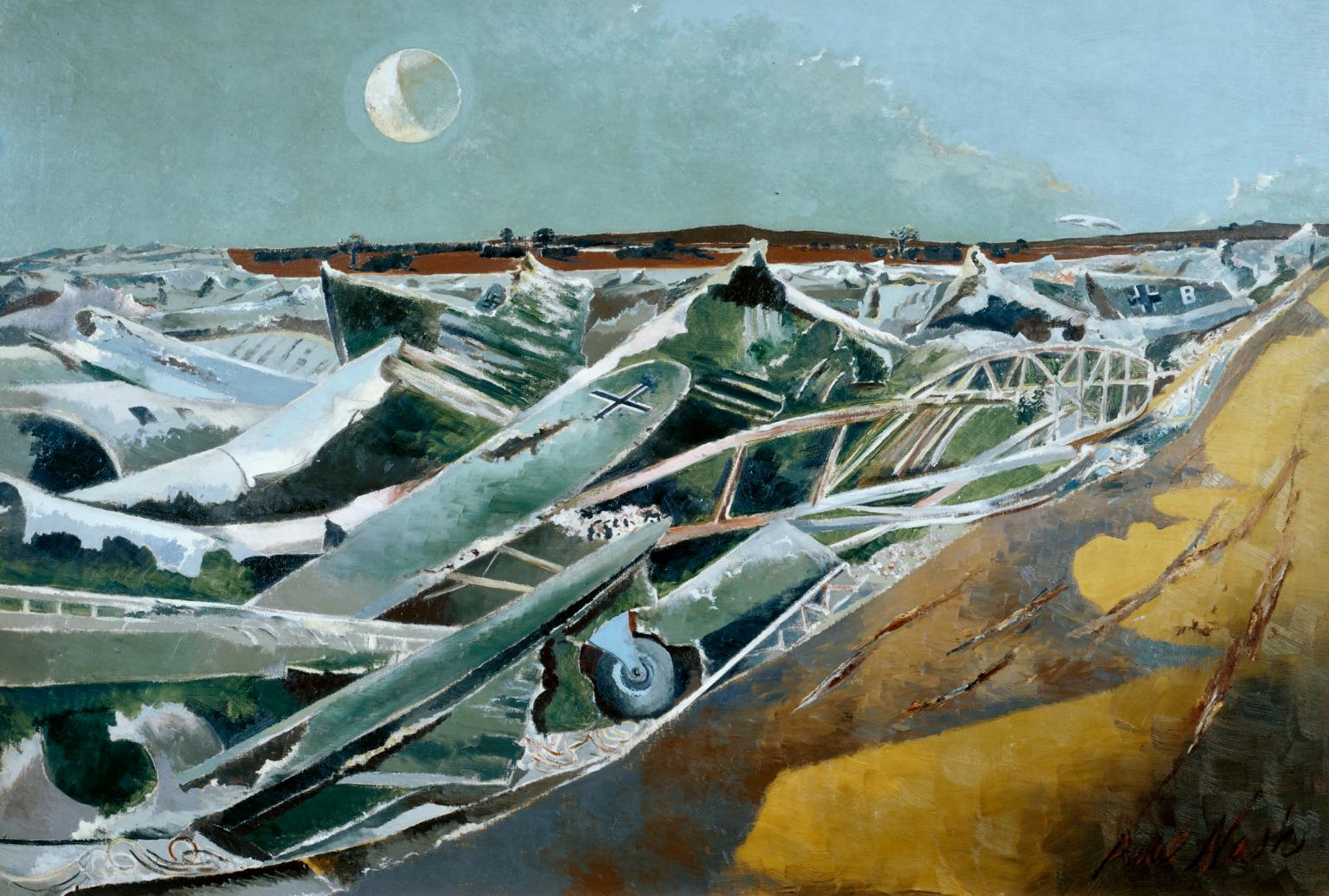
پل نش، دریای مرده (۱۹۴۰–۴۱). ۱۰۱٫۶ × ۱۵۲٫۴ سانتی‌متر. تیت. اثر نش تصویری از قبرستانی از هواپیماهای سقوط‌کرده آلمانی است که با دریای یخ قابل مقایسه است.

تاریخ‌نگار هنر رابرت روزنبلوم، در مقالهٔ خود در سال ۱۹۶۱ با عنوان «شکوه انتزاعی»، که ابتدا در آرت‌نیوز منتشر شد، شباهت‌هایی میان نقاشی‌های منظرهٔ رمانتیک فریدریش و ترنر و نقاشی‌های اکسپرسیونیسم انتزاعی مارک روتکو را بررسی کرد. روزنبلوم به‌طور خاص نقاشی ۱۸۰۹ فریدریش راهب در کنار دریا، اثر ترنر ستارهٔ شامگاهی و اثر ۱۹۵۴ روتکو نور، زمین و آبی را به عنوان بیانگر نزدیکی‌های دید و احساس توصیف می‌کند. به گفتهٔ روزنبلوم، «روتکو، مانند فریدریش و ترنر، ما را در آستانهٔ آن بی‌نهایت‌های بی‌شکل قرار می‌دهد که زیبایی‌شناسان شکوه دربارهٔ آن بحث کرده‌اند. راهب کوچک در اثر فریدریش و ماهیگیر در اثر ترنر تضادی عاطفی بین وسعت بی‌کران خدای جهان‌شمول و کوچکی بی‌نهایت مخلوقات او ایجاد می‌کنند. در زبان انتزاعی روتکو، چنین جزئیات عینی — پلی از همدلی بین تماشاگر واقعی و نمایش منظره‌ای متعالی — دیگر ضروری نیست؛ خود ما همان راهب کنار دریا هستیم که به سکوت و تأمل در این تصاویر عظیم و بی‌صدا می‌پردازیم، گویی در حال تماشای غروب خورشید یا شبی روشن به نور ماه هستیم».

### ارزیابی انتقادی
تا سال ۱۸۹۰، و به‌ویژه پس از مرگ دوستانش، آثار فریدریش برای دهه‌ها در فراموشی تقریبی به سر می‌برد. با این حال، تا سال ۱۸۹۰، نمادگرایی در آثار او با فضای هنری روز، به‌ویژه در اروپای مرکزی، همخوانی پیدا کرد. هرچند با وجود علاقهٔ تازه و به‌رسمیت شناختن اصالت او، بی‌توجهی‌اش به «تأثیر نقاشانه» و سطوح نازک نقاشی شده، با نظریه‌های زمانه تضاد داشت.
آثار فریدریش در دههٔ ۱۹۳۰ برای ترویج ایدئولوژی نازیسم به کار گرفته شد، زمانی که تلاش‌هایی صورت گرفت تا هنرمندان و موسیقیدانان رمانتیک را در چارچوب ملی‌گرایی «خون و خاک» قرار دهند. بازسازی اعتبار فریدریش از این پیوند با نازیسم دهه‌ها طول کشید. تکیهٔ او بر نمادگرایی و اینکه آثارش خارج از تعاریف محدود نوگرایی قرار داشتند، به کاهش محبوبیتش کمک کرد. در سال ۱۹۴۹، تاریخ‌نگار هنر کنت کلارک نوشت که فریدریش «با تکنیک سرد زمان خود کار می‌کرد، که به سختی می‌توانست مدرسه‌ای برای نقاشی مدرن ایجاد کند»، و پیشنهاد داد که هنرمند تلاش دارد در نقاشی آنچه را که بهتر است به شعر سپرده شود، بیان کند. رد آثار فریدریش توسط کلارک بازتابی از آسیب دیدن اعتبار هنرمند در اواخر دههٔ ۱۹۳۰ بود.
شهرت فریدریش زمانی بیشتر آسیب دید که تصاویر او توسط تعدادی از کارگردانان هالیوود، از جمله والت دیزنی، که بر پایهٔ آثار استادان سینمای آلمانی مانند فریتس لانگ و فریدریش ویلهلم مورنائو در ژانرهای وحشت و خیال ساخته شده بود، به کار گرفته شد. بازسازی اعتبار او کند بود، اما با نوشته‌های منتقدان و پژوهشگرانی مانند ورنر هافمان، هلموت بورس-سوپان و سیگرد هینز تقویت شد؛ این افراد به‌طور موفقیت‌آمیزی ارتباطات سیاسی منسوب به آثار فریدریش را رد کردند، «کاتالوگ رزونهٔ» او را توسعه دادند و فریدریش را در چارچوبی صرفاً منحصر به تاریخچهٔ هنر قرار دادند.
تا دههٔ ۱۹۷۰، آثار او بار دیگر در گالری‌های بزرگ بین‌المللی به نمایش درآمد و مورد توجه نسل جدیدی از منتقدان و تاریخ‌نگاران هنر قرار گرفت. امروزه، شهرت بین‌المللی او به خوبی تثبیت شده است. او یک نماد ملی در زادگاهش در آلماناست و توسط تاریخ‌نگاران هنر و کارشناسان سراسر دنیای غرب بسیار مورد احترام قرار دارد. عموماً او به عنوان شخصیتی با پیچیدگی روانی بزرگ دیده می‌شود و به گفتهٔ وون، «مؤمنی که با شک مبارزه می‌کرد، جشن‌گیر زیبایی که توسط تاریکی آزار می‌دید. در نهایت، او فراتر از تفسیر می‌رود و از طریق جذابیت قوی تصاویرش فراتر از فرهنگ‌ها می‌رسد. او واقعاً به یک پروانه تبدیل شده است—امیدواریم پروانه‌ای که دیگر هرگز از دید ما ناپدید نشود».

## آثار
فریدریش هنرمندی پرکار بود که بیش از ۵۰۰ اثر به او نسبت داده شده است. مطابق با ایده‌آل‌های رمانتیک زمان خود، قصد داشت نقاشی‌هایش به عنوان بیانیه‌های صرفاً زیبایی‌شناسانه عمل کنند، بنابراین مراقب بود عناوین آثارش بیش از حد توصیفی یا القاگر نباشند. احتمالاً برخی از عناوین امروزی که معنای صریح‌تری دارند، مانند مراحل زندگی، توسط خود هنرمند انتخاب نشده‌اند و در یکی از دوره‌های احیای علاقه به فریدریش به آن‌ها نسبت داده شده‌اند. تاریخ‌گذاری آثار فریدریش پیچیدگی‌هایی دارد، بخشی به این دلیل که او اغلب نقاشی‌هایش را مستقیماً نام‌گذاری یا تاریخ‌گذاری نمی‌کرد. با این حال، او دفترچه‌ای با جزئیات دقیق از آثارش داشت که پژوهشگران از آن برای پیوند دادن نقاشی‌ها به تاریخ تکمیل آن‌ها استفاده کرده‌اند.

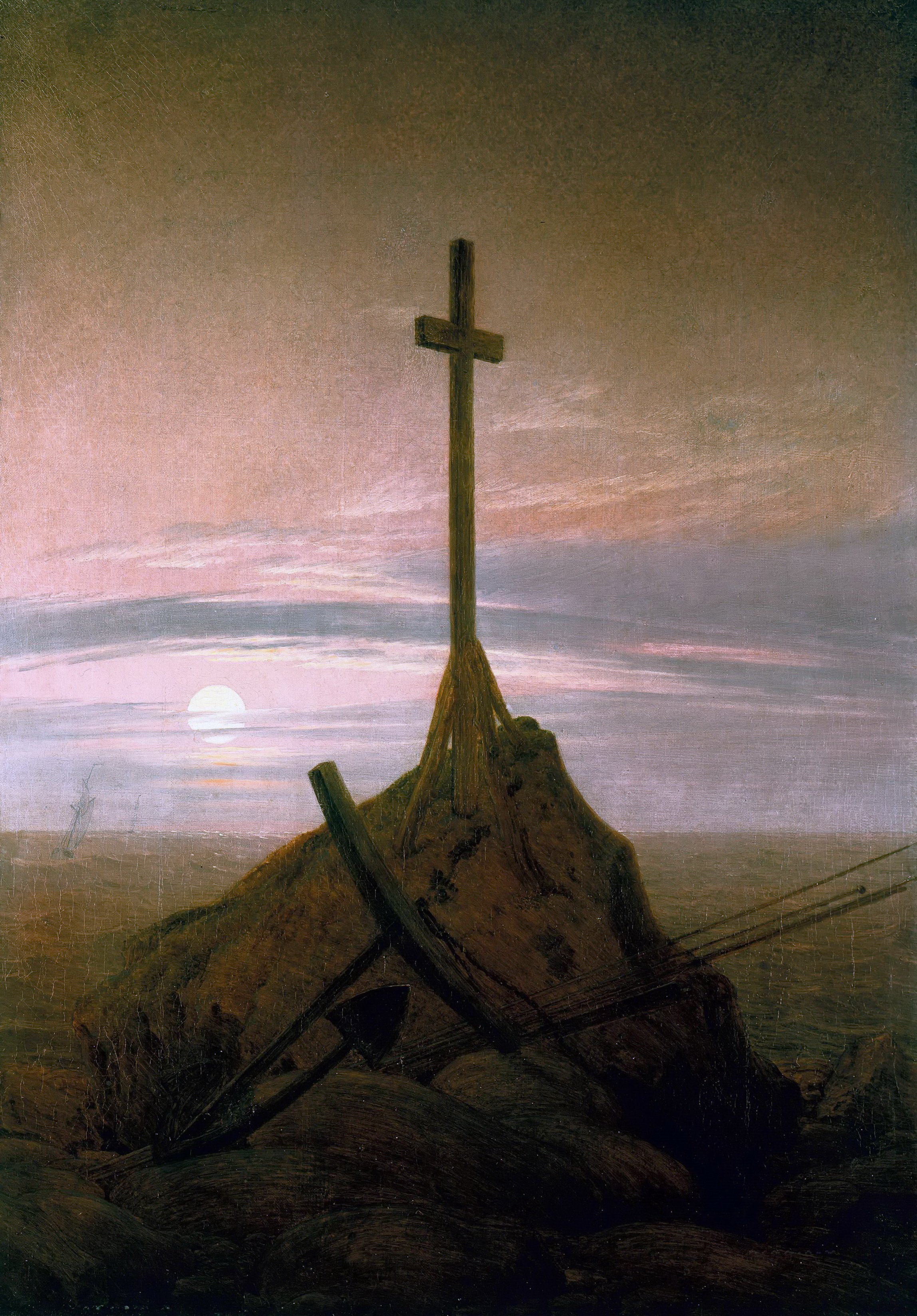
صلیب کنار دریای بالتیک (۱۸۱۵)، ۴۵ × ۳۳٫۵ سانتی‌متر. کاخ شارلوتنبورگ، برلین. این نقاشی نشان‌دهندهٔ گذر از تصاویر روز روشن به صحنه‌های شبانه، گرگ و میش و عمق عاطفی بیشتر است.
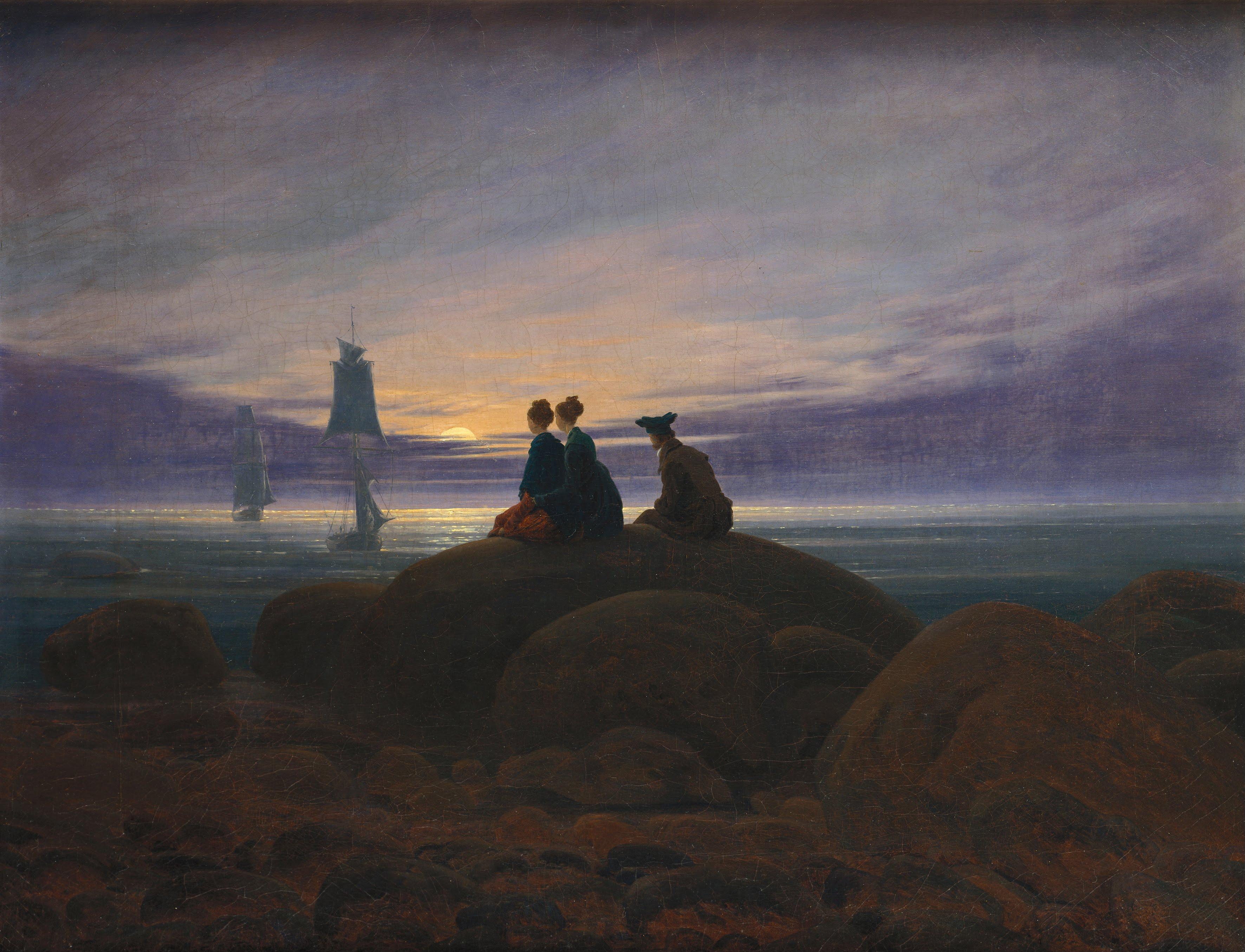
طلوع ماه از ساحل (۱۸۲۲). ۵۵ × ۷۱ سانتی‌متر. نگارخانهٔ ملی کهن، برلین. از اوایل دههٔ ۱۸۲۰، اشکال انسانی با فرکانس بیشتری در نقاشی‌های او ظاهر می‌شوند.
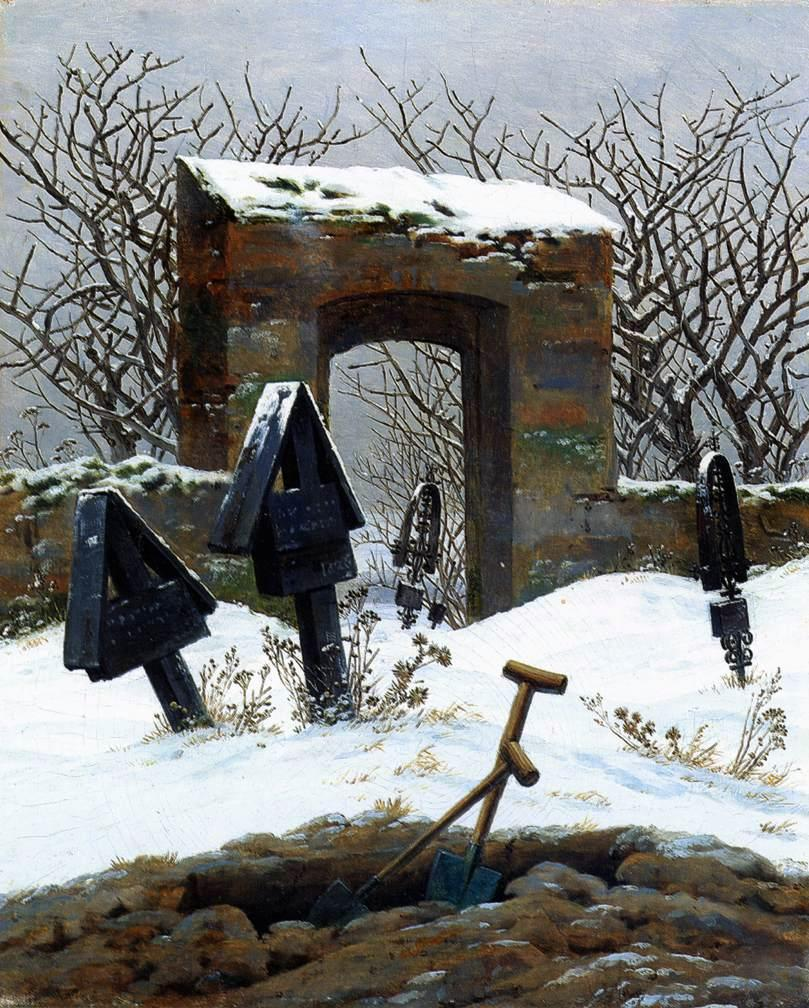
قبرستان زیر برف (۱۸۲۶). ۳۱ × ۲۵ سانتی‌متر. موزهٔ هنرهای زیبا، لایپزیگ. فریدریش یادبودها و مجسمه‌هایی برای مقبره‌ها طراحی کرد که نشان‌دهندهٔ وسواس او به مرگ و زندگی پس از آن بود. همچنین بخشی از هنرهای خاکسپاری در قبرستان‌های درسدن را خلق کرد.
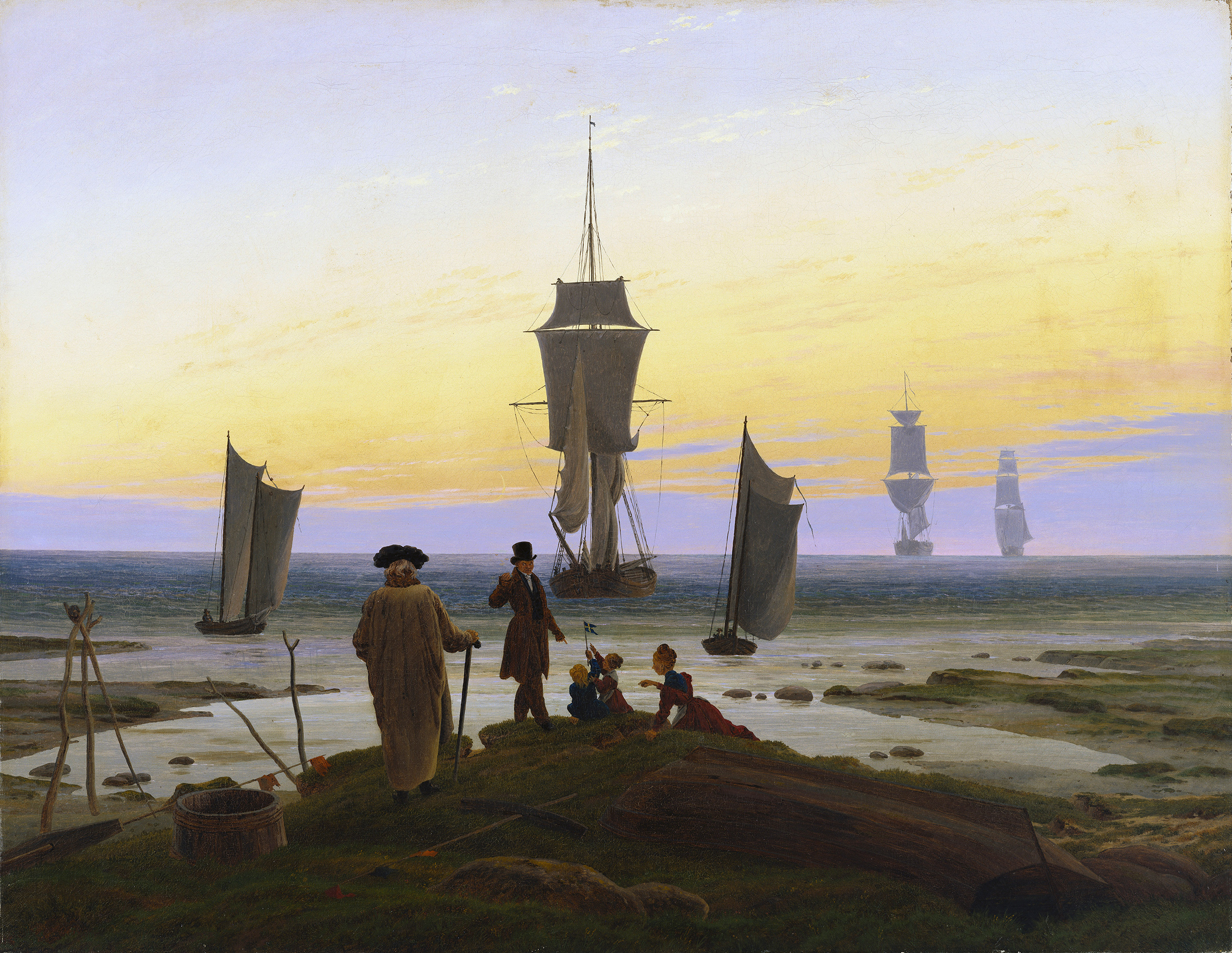
مراحل زندگی (۱۸۳۵). موزهٔ هنرهای زیبا، لایپزیگ. مراحل زندگی تأملی است دربارهٔ فناپذیری هنرمند که پنج کشتی در فواصل مختلف را نشان می‌دهد. پیش‌زمینه نیز پنج شخصیت در مراحل مختلف زندگی را به تصویر می‌کشد.